# Franck Ribéry
Franck Ribéry, né le 7 avril 1983 à Boulogne-sur-Mer, est un footballeur international français qui a joué au poste d'ailier ou milieu offensif de 2000 à 2022.
Il remporte le prix du meilleur joueur français de l'année à trois reprises, le Trophée UNFP du meilleur espoir de Ligue 1 en 2006, le prix du meilleur joueur du championnat d'Allemagne en 2008 et 2013, le prix UEFA du meilleur joueur d'Europe en 2013 et termine troisième du Ballon d'or 2013.
Enfant de Boulogne-sur-Mer, il est victime d'un accident de voiture à l'âge de deux ans. Il passe par plusieurs clubs de National (3e division) avant de se révéler au plus haut niveau notamment au FC Metz, puis à l'Olympique de Marseille. 
En 2007, il signe au Bayern Munich où il devient très vite la star de l'équipe. Son style de jeu percutant et son efficacité pour un ailier (partagée avec son coéquipier néerlandais Arjen Robben) en font l'un des leaders du club allemand avec lequel il réalise notamment un quintuplé durant l'année 2013 en remportant cinq titres dont la Ligue des champions. Surnommé « Kaiser Franck » outre-Rhin, il est l'un des joueurs les plus titrés de l'histoire de la Bundesliga. À l'âge de 36 ans, il quitte la Bavière après douze ans de succès pour rejoindre l'Italie, d'abord à la Fiorentina, puis à la Salernitana, où son passage est perturbé par plusieurs blessures. Il met fin à sa carrière en octobre 2022.
Au niveau international, Franck Ribéry intègre l'équipe de France lors de la Coupe du monde 2006 où il marque son premier but face à l'Espagne en huitième de finale et dispute la finale perdue face à l'Italie. Devenu par la suite le leader d'attaque des Bleus sous l'ère Raymond Domenech, il participe à l'échec de l'Euro 2008 et surtout à celui de la Coupe du monde 2010, marqué entre autres par l'affaire de la « grève des joueurs » dont il est l'un des meneurs. Très critiqué à la suite de cet évènement, il est rappelé par Laurent Blanc pour préparer l'Euro 2012 où les Bleus s'arrêtent en quart de finale puis par Didier Deschamps qui en fait son joueur majeur. Ribéry termine alors meilleur buteur des éliminatoires du Mondial 2014, mais manque le tournoi en raison d'une blessure. Il annonce sa retraite internationale dans la foulée après 81 sélections.
Il est considéré comme l'un des meilleurs joueurs de l'équipe de France dans la période suivant la retraite de Zinédine Zidane en 2006 et l'un des meilleurs joueurs européens à son apogée au Bayern Munich. Son échec au Ballon d'or 2013 (où il affirme avoir été déconsidéré) et plusieurs blessures marquent un point de bascule dans sa carrière. Si son image reste contrastée en France, il bénéficie d'une côte de popularité très importante en Allemagne où il a passé douze saisons professionnelles.

## Biographie

### Jeunesse
Franck Henry Pierre Ribéry naît le 7 avril 1983 dans le quartier du Chemin Vert, à Boulogne-sur-Mer. À deux ans, il est victime d'un accident de voiture qui lui laisse des cicatrices sur le visage. Il commence le football à six ans au FC Conti de Boulogne-sur-Mer, rejoint à douze ans le centre de formation du LOSC Lille, dont il est renvoyé quatre ans plus tard à la suite de mauvais résultats scolaires et de problèmes de comportement,.

### Parcours amateur (2001-2004)
Franck Ribéry fait ses débuts à 18 ans à l'US Boulogne en 2000 en CFA. L'année suivante, il s'impose rapidement en tant que titulaire en National malgré la descente du club boulonnais. Il quitte ensuite l'US Boulogne faute d'un accord financier avec les dirigeants. Il est repéré par René Marsiglia, entraîneur de l'Olympique d'Alès en National lors d'un match de détection. Mais le club tombe en faillite à la fin de saison. Il retourne alors à Boulogne pour retravailler sur les chantiers avec son père. Il passe un essai à Guingamp mais le club breton lui préfère finalement Farid Talhaoui.
Recruté par Raymond Morio au Stade brestois, qui évolue également en National, il se fait remarquer lors d'un match Nantes - Brest en coupe de France par une roulette sur Sylvain Armand et un grand pont sur Mario Yepes. Lors de la saison 2003-2004 marquée par l'accession du club breton en Ligue 2, il est ovationné par le public brestois au Stade Francis-Le Blé, terminant meilleur passeur du National avec 23 passes décisives. Courtisé par le FC Nantes et l'Ajax Amsterdam, il est également repéré par l'entraîneur du FC Metz Jean Fernandez et son sélectionneur Étienne Ceccaldi, qui s'empressent de le faire venir en Lorraine, sans aucune indemnité de transfert,.

### Révélation au FC Metz puis départ en Turquie (2004-2005)
C'est sous le maillot grenat du FC Metz que Franck Ribéry effectue ses grands débuts en L1 en 2004 contre Nantes en tant que titulaire. Immédiatement, il s'affirme comme l'une des grandes révélations de la compétition, il est élu « joueur du mois UNFP » de la Ligue 1 en août 2004. Évoluant au poste de milieu droit, Ribéry est un redoutable et infatigable accélérateur de jeu, capable également d'être décisif devant le but. Il marque son premier but en France le 6 novembre 2004 contre Toulouse. Et tandis que certains le comparent déjà à Robert Pirès (ancien joueur du FC Metz et champion du monde en 1998), il connaît ses premières sélections en équipe de France espoirs.
Après seulement six mois passés en Lorraine, Ribéry est transféré de manière surprenante vers le club turc de Galatasaray, lors des toutes dernières heures du mercato d'hiver. La transaction s’élèverait à 1,5 million d'euros, avec une prime à la signature de 800 000 euros. Ribéry ne tarde pas à devenir l'un des joueurs préférés des supporters turcs, gagnant les surnoms de « Ferraribéry » ou de « Scarface » (en hommage au célèbre personnage et en référence à ses dents et à la longue cicatrice qu'il a gardée sur la partie droite de son visage). Il inscrit sous le maillot du Galatasaray un but permettant à son équipe de l'emporter 5 à 1 en finale (en) de la coupe de Turquie (en) contre son grand rival, le Fenerbahçe.

### Période marseillaise (2005-2007)

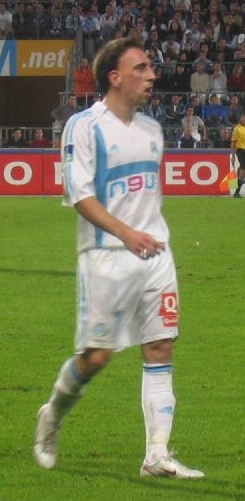
Franck Ribéry à l'OM

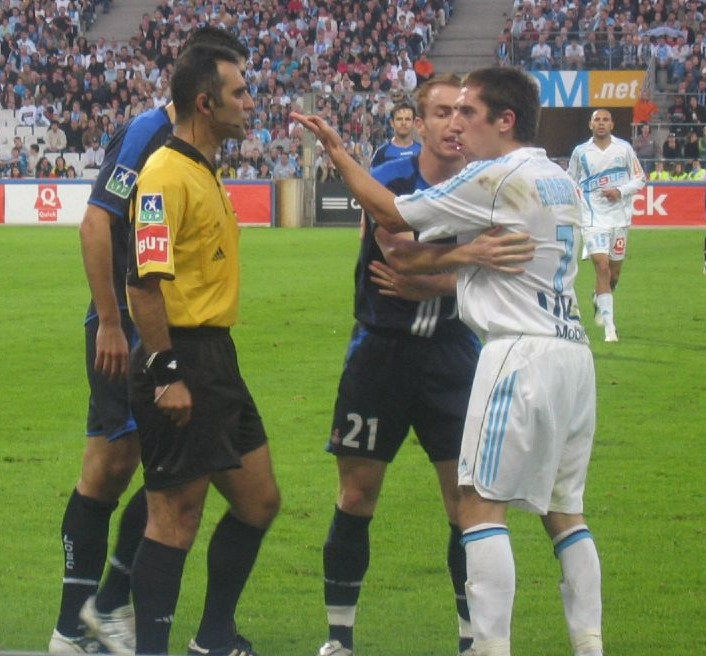
Franck Ribéry et l'arbitre Hervé Piccirillo contre Lille en 2005

Ribéry retourne dès le mois de juin 2005 dans le championnat de France, en signant un contrat de quatre ans avec l'Olympique de Marseille, où il retrouve son ancien entraîneur Jean Fernandez. Ce transfert ne coûte rien à l'OM, puisque le joueur rompt unilatéralement son contrat avec le club turc, à la suite de problèmes de versement de salaires. En parallèle, Ribéry change d'agent en quittant John Miko pour engager le Luxembourgeois Bruno Heiderscheid. Malgré une procédure lancée par le club turc pour « rupture de contrat abusive », Franck Ribéry obtient de la FIFA une autorisation de jouer.
Il porte le maillot phocéen pour la première fois le 23 juillet contre les Young Boys de Berne en coupe Intertoto. Lors de la compétition, il marque contre la Lazio Rome et La Corogne. Le 30 juillet suivant, il joue son premier match en championnat avec l'OM lors de la première journée de Ligue 1 et marque son premier but le 18 septembre suivant contre Troyes. Le public du stade Vélodrome ne met que très peu de temps à l'adopter. Auteur de performances exceptionnelles, il finit meilleur espoir du championnat, se voit trois fois élu « joueur du mois UNFP », et est l'auteur du « but de l'année » face à Nantes. Il inscrit par ailleurs l'un des buts les plus rapides de la saison 2005-2006, au bout de 17 secondes de jeu seulement, lors du match Marseille-Rennes en coupe de France. C'est donc fort logiquement qu'il se retrouve sélectionné sous le maillot bleu pour la coupe du monde.
Au début du mois d'août 2006, Ribéry se dit décidé à quitter l'Olympique de Marseille après le départ précipité de l'entraîneur Jean Fernandez pour l'AJ Auxerre (départ pour des raisons non dévoilées). Ceci déplaît à Pape Diouf, le président du club : en effet Ribéry est sous contrat avec l'OM jusqu'en 2010, contrat qui a été prolongé en mars 2006, moyennant une très importante revalorisation salariale. Le club de l'Olympique lyonnais, très intéressé par son profil, propose 22 millions d'euros pour sa venue. Mais à la suite du match de son équipe à Berne en coupe de l'UEFA, le joueur revient sur ses déclarations, et déclare mettre un terme définitif au « feuilleton Ribéry » en confirmant qu'il reste à l'OM.
Sous son impulsion, Marseille effectue un bon début de saison en championnat. Mais durant le mois de novembre, Franck Ribéry, souffrant d'une pubalgie, se montre moins décisif, et doit observer quelques semaines de repos. Il est soigné au centre spécialisé de Capbreton. Lors du mois de février, Ribéry est à nouveau blessé : il souffre d'une fracture au métatarse du pied droit, ce qui entraîne une nouvelle indisponibilité de plusieurs semaines.
À la fin de la saison 2006-2007, Pape Diouf offre un bon de sortie à Ribéry, bien que le club olympien ait réussi à se qualifier pour la Ligue des champions. Ribéry est alors, une nouvelle fois, fortement courtisé par l'Olympique lyonnais, mais Pape Diouf refuse de renforcer un concurrent direct en championnat. Le manager général de l'OM réclame un minimum de 25 millions d'euros pour son départ. Le Real Madrid ne souhaitant pas mettre une aussi grosse somme, c'est finalement le Bayern Munich qui se décide à l'accueillir, son nouvel agent Jean-Pierre Bernès s'étant occupé de la transaction. Le montant du transfert atteint 30 millions d'euros (16 M€ immédiats, 10 M€ en 2008, et 4 M€ si le Bayern se qualifie en Ligue des champions), ce qui constitue un record en Allemagne. Ribéry touchera 4 millions d'euros nets par saison. Le Bayern, qui a terminé quatrième de la Bundesliga en 2007, ne joue pas de Ligue des champions, mais participe « seulement » à la coupe UEFA.

### Une star au Bayern Munich (2007-2019)

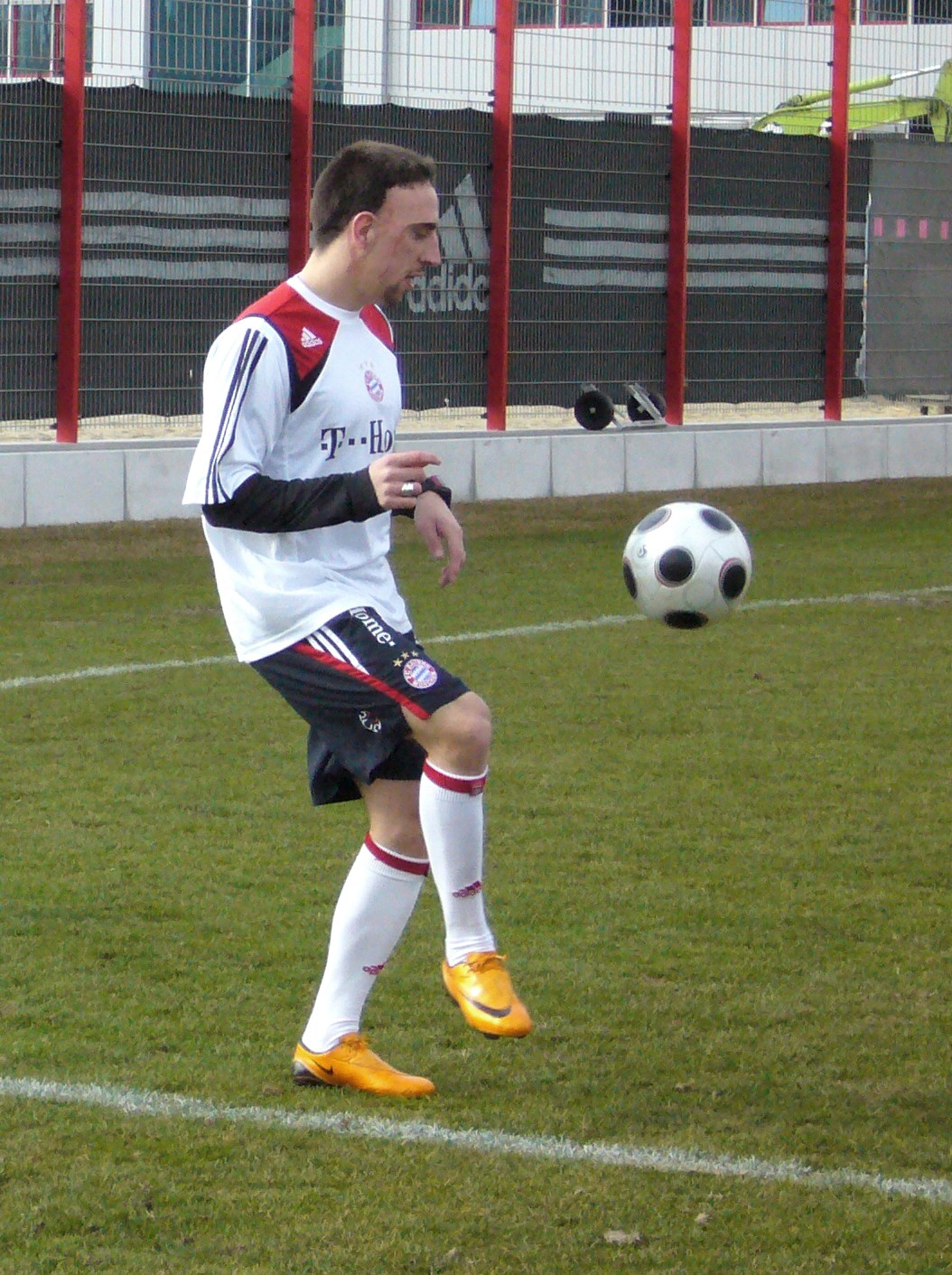
Ribéry en train de jongler lors des entraînements du Bayern Munich.

#### Première saison exceptionnelle (2007-2008)
Dès les premiers mois, Franck Ribéry réalise des débuts exceptionnels au Bayern Munich. Il permet à son équipe de gagner la coupe de la Ligue 2007 en pré-saison en étant le meilleur buteur. Il marque ensuite son premier but en championnat le 18 août 2007 contre le Werder Brême lors de la victoire du Bayern Munich sur le score de 4-0. Installé dans le couloir gauche par Ottmar Hitzfeld, son entente avec les deux autres recrues du Bayern, Luca Toni et Miroslav Klose forme l'armada offensive du club bavarois. Les performances de Ribéry ainsi que son style de jeu lui attirent rapidement les faveurs du public et de la presse allemande. Il est d'ailleurs surnommé « Kaiser Franck » en référence à Franz Beckenbauer, légende du club. Durant la saison, Ribéry réalise quelques prouesses, comme lors d'un match de coupe d'Allemagne où il réussit une panenka, qui permet de qualifier son équipe pour les demi-finales. Le Bayern réalise un départ canon en championnat et n'est plus rattrapé. Sacré champion au terme d'une saison récompensée par le doublé coupe-championnat, les Bavarois sont toutefois éliminés de la Coupe UEFA par le Zénith Saint-Pétersbourg, alors qu'ils étaient favoris de la compétition. Individuellement, Ribéry a inscrit 19 buts en 46 matchs toutes compétitions confondues. Cette première saison en Allemagne est une réussite pour Franck Ribéry qui réalise donc le doublé national et devient un joueur offensif majeur de l’effectif bavarois.

« Quand nous l'avons engagé, c'est comme si nous avions gagné au Loto »

— Franz Beckenbauer.

#### Blessures et méformes (2008-2011)

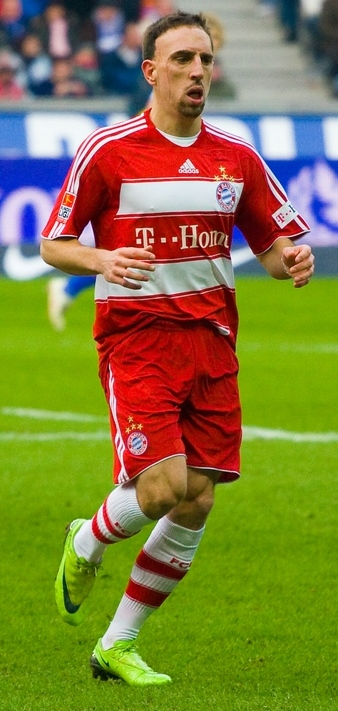
Franck Ribéry sous les couleurs du Bayern en 2009.

Pour sa deuxième saison au Bayern, Ribéry est contraint de rester en tribune jusque mi-octobre, à la suite de la blessure contractée lors de l'Euro 2008 lors du dernier match contre l'Italie. Absent des terrains, son équipe peine en championnat, et enchaîne les contre-performances. Le Français signe son grand retour le 30 septembre 2008 en Ligue des champions face à Lyon. Alors à la neuvième place en championnat, le Bayern réintègre le podium, grâce à une série de huit matches sans défaite. Toujours à son plus haut niveau, Ribéry multiplie comme en 2007-2008 les excellents matches, étant décisif quand il le faut (but vainqueur à l’Eintracht Francfort, Schalke 04). « C'est Dieu qui lui a donné son talent », confie quelques jours plus tard son entraîneur Jürgen Klinsmann. Nommé pour le Ballon d'or en 2008, il n'obtient finalement que 7 points et sera classé seizième sur la sélection de 30 joueurs. Cependant, il est sacré une semaine plus tard meilleur joueur français de l'année, pour la deuxième fois consécutive. Lors des huitièmes de finale aller de la Ligue des champions face au Sporting Clube de Portugal, il réalise deux buts et deux passes décisives pour une victoire 12-0 au cumul des deux matchs.
En quart de finale aller, le Bayern Munich perd lourdement à domicile contre le FC Barcelone 4-0. Franck Ribéry fait alors part de son admiration pour le club catalan et son jeu, ce qui alimente les rumeurs d'un futur départ du joueur durant le mercato d'été, et crispe ses relations avec le Bayern. Éliminé des autres compétitions et second en championnat, le Bayern termine cette saison sans aucun titre. Ribéry est pour sa part moins performant que la saison précédente, avec 14 buts en 26 matchs toutes compétitions confondues.
Lors de la première moitié de la saison 2009-2010, Ribéry ne joue que quelques matches avec son club et est soit remplaçant soit absent du groupe avec les Bleus en raison de blessures récurrentes (tendinite rotulienne, inflammation de la cheville, inflammation de l'orteil). Après de nombreux reports, son retour en compétition après plus de trois mois d'absence intervient le 23 janvier 2010. Entré comme remplaçant contre le Werder Brême, il contribue à la victoire du Bayern (3-2). Redevenu titulaire, il enchaîne les bonnes prestations, et donne la victoire à son équipe contre Hambourg (1-0) d'une superbe frappe. Le Bayern devient alors leader de Bundesliga grâce à cette victoire. Laissé au repos en prévision de la Ligue des champions, il revient en forme en marquant contre Manchester United (2-1) et contre Schalke 04, match décisif pour le titre, d'une superbe volée du droit (2-1). Il signe donc son retour en grâce, bien qu'il avoue ne pas être encore à « 100 % » depuis sa récente blessure. Quelques semaines plus tard, le Bayern est sacré champion d'Allemagne et réalise le doublé coupe-championnat après avoir remporté la coupe d'Allemagne contre le Werder Brême (4-0). Ce doublé est le second pour Ribéry après celui de 2008. En demi-finale aller de ligue des champions contre Lyon, Ribéry reçoit un carton rouge à la suite d'une semelle sur Lisandro López. Suspendu deux matchs, il ne participe pas à la finale perdue face à l'Inter Milan de José Mourinho (2-0). Cette suspension tombe mal pour Ribéry, déjà fragilisé par l'affaire Zahia révélée quelques mois plus tôt. À l'issue de la saison 2009-2010, Ribéry signe un nouveau contrat avec le Bayern Munich, malgré des rumeurs de départ au Real Madrid, le liant au club jusqu'en 2015. Il touchera 10 millions d'euros par an, devenant ainsi non seulement le joueur français le mieux payé du moment, mais aussi de toute l'histoire de la Bundesliga. Au total cette saison, Franck Ribéry inscrit 7 buts en 30 matchs toutes compétitions confondues.
Alors qu'il retrouve progressivement son meilleur niveau, il est à nouveau blessé en automne lors d'un match contre le TSG 1899 Hoffenheim, sur un tacle d'Andreas Beck. Le 8 décembre 2010, à l'occasion de la dernière journée de la phase de poules de la C1 (victoire 3-0 du Bayern Munich sur le FC Bâle), Ribéry retrouve le chemin des filets après quatre mois sans buts, en réalisant un doublé. Depuis lors, il retrouve peu à peu son niveau habituel. Le 22 décembre, il est d'ailleurs à l'origine des troisième, quatrième et cinquième buts de son équipe et marque le sixième lors du match de coupe d'Allemagne contre le VfB Stuttgart, remporté 6-3 par le Bayern Munich. Il marque aussi en Bundesliga contre cette même équipe, le 19 décembre, lors de la victoire 5-3 du Bayern Munich. La fin de saison 2010-2011 est plutôt morose pour le club bavarois qui échoue en huitième de finale de la Ligue des champions, une nouvelle fois face à l'Inter Milan, et termine le championnat à la troisième place, derrière le Borussia Dortmund et le Bayer Leverkusen.

#### Un joueur de classe mondiale (2011-2014)

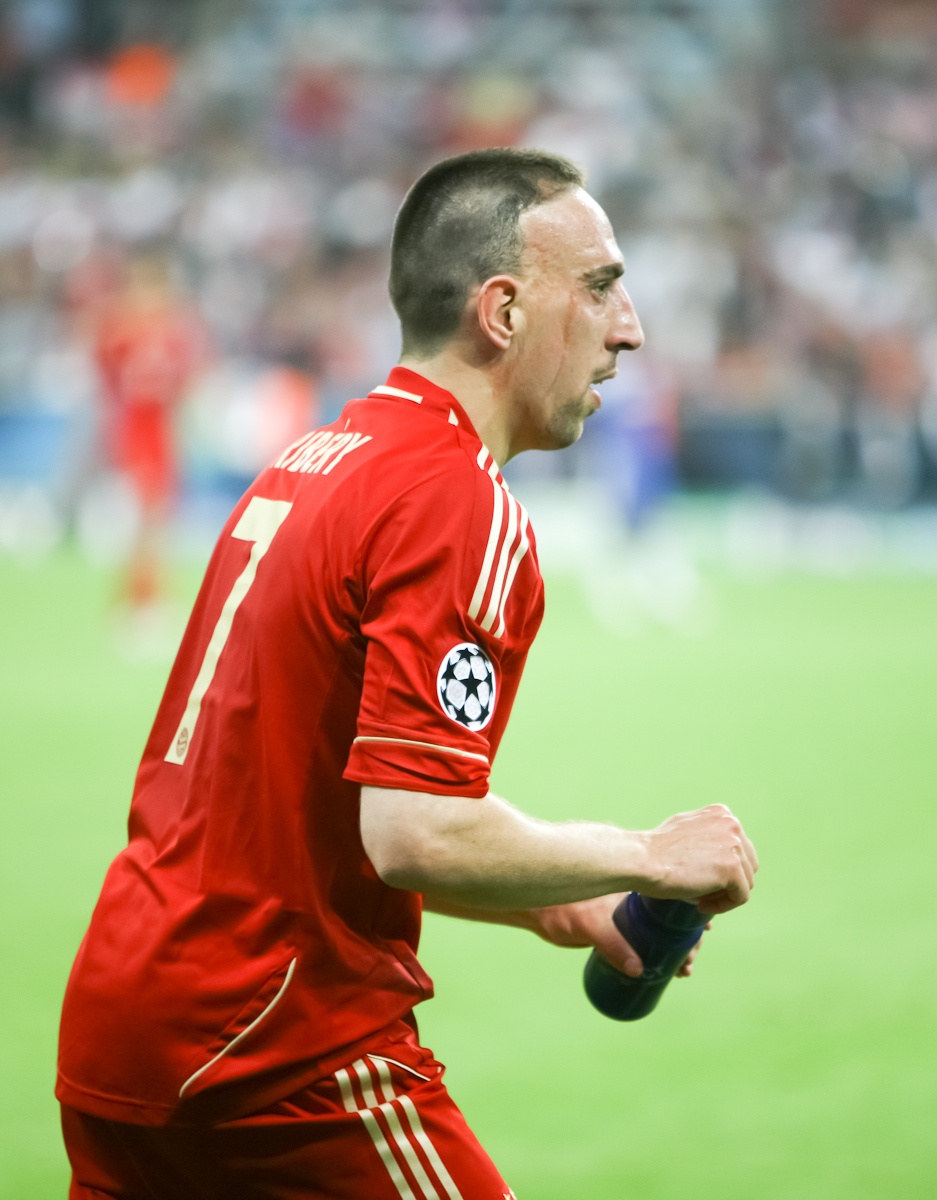
Ribéry lors de la finale de la Ligue des champions en 2012 contre Chelsea.

Le départ de Louis van Gaal et son remplacement par Jupp Heynckes font du bien au français qui prend à nouveau du plaisir sur le terrain. En ce début de saison, l'ex-marseillais enchaîne les performances de haut niveau, sur son côté gauche fétiche, ayant déjà réalisé 2 passes décisives et inscrit 3 buts à l'issue de la cinquième journée. Le 23 novembre 2011, il inscrit un doublé contre Villarreal en Ligue des champions lors de la victoire 3-1 de son équipe qui propulse le Bayern en huitièmes-de-finale. Son net regain de forme lors de la saison 2011-2012 (8 buts et 9 passes décisives en 17 matchs), lui vaut de figurer dans le top 3 des meilleurs joueurs de champ de la phase aller de la Bundesliga établi par le magazine allemand Kicker, derrière Mario Götze du Borussia Dortmund et Marco Reus du Borussia Mönchengladbach.
De plus, le renforcement important de l'équipe par les dirigeants permet au Bayern d'être encore plus compétitif. Programmée à l'Allianz Arena, la finale de la ligue des champions est l'objectif majeur du club cette saison. Il parvient finalement à se hisser en finale, en éliminant en phase finale tour à tour le FC Bâle, l'Olympique de Marseille et le Real Madrid. Le 19 mai 2012, le club bavarois s'incline finalement aux tirs au but dans son stade face à Chelsea 1-1 (4 t.a.b à 3) dans une finale mal maîtrisée. Titulaire, Ribéry sort au cours de la prolongation. Cette même saison, le Bayern finit second de Bundesliga et laisse échapper le titre à Dortmund, une seconde année consécutive, avant de perdre contre ce même Borussia Dortmund, en finale de la Coupe d'Allemagne (5-2) malgré une réduction du score de Ribéry. Ces trois échecs en autant de compétitions marquent, pour le Bayern et Franck Ribéry, une nouvelle saison blanche. Malgré cela, Franck Ribéry a inscrit 17 buts en 50 matchs toutes compétitions confondues et retrouvé son meilleur niveau.
La saison 2012-2013 s'avère être l'année de la récompense pour Ribéry : titulaire indiscutable de l'équipe, il remporte avec le club le championnat devant le Borussia Dortmund, ainsi que la Coupe d'Allemagne face au VfB Stuttgart, sur le score de 3-2. Enfin, le 25 mai 2013, il clôt la saison sur une victoire en Ligue des champions — la cinquième du club bavarois — face au Borussia Dortmund (2-1), où il est à l'origine des deux buts. C'est la première fois qu'il remporte le prestigieux titre, les médias le présentent alors comme un sérieux prétendant au ballon d'or. Dès la reprise en août, il gagne la Supercoupe de l'UEFA face à Chelsea (2-2, victoire aux t.a.b) dont un but du français, sous la houlette de Pep Guardiola, nouvel entraîneur du Bayern.
Quelques jours plus tard, Ribéry remporte le Prix UEFA du Meilleur joueur d'Europe devant Messi et Ronaldo, récompensant son parcours en Ligue des champions. En parallèle, le Bayern réalise un début de saison tonitruant et prend facilement la tête du championnat (aucune défaite jusqu'en mars). À cela s'ajoutent des prestations remarquées en sélection nationale. Franck Ribéry, au meilleur de sa forme, enchaîne les performances de haute volée et répète à plusieurs reprises vouloir remporter le Ballon d'or. Nommé en décembre meilleur joueur français de l'année par France Football, l'allier bavarois fait partie des favoris au scrutin selon les observateurs, grâce à son palmarès et ses statistiques individuelles. Cependant, une polémique éclate quelques semaines avant le résultat des votes après une déclaration de Sepp Blatter (président de la FIFA) au sujet de Cristiano Ronaldo, concurrent de Ribéry. Le Français dit toutefois rester « confiant ».

#### Échec au Ballon d'or puis blessures récurrentes (2014-2019)

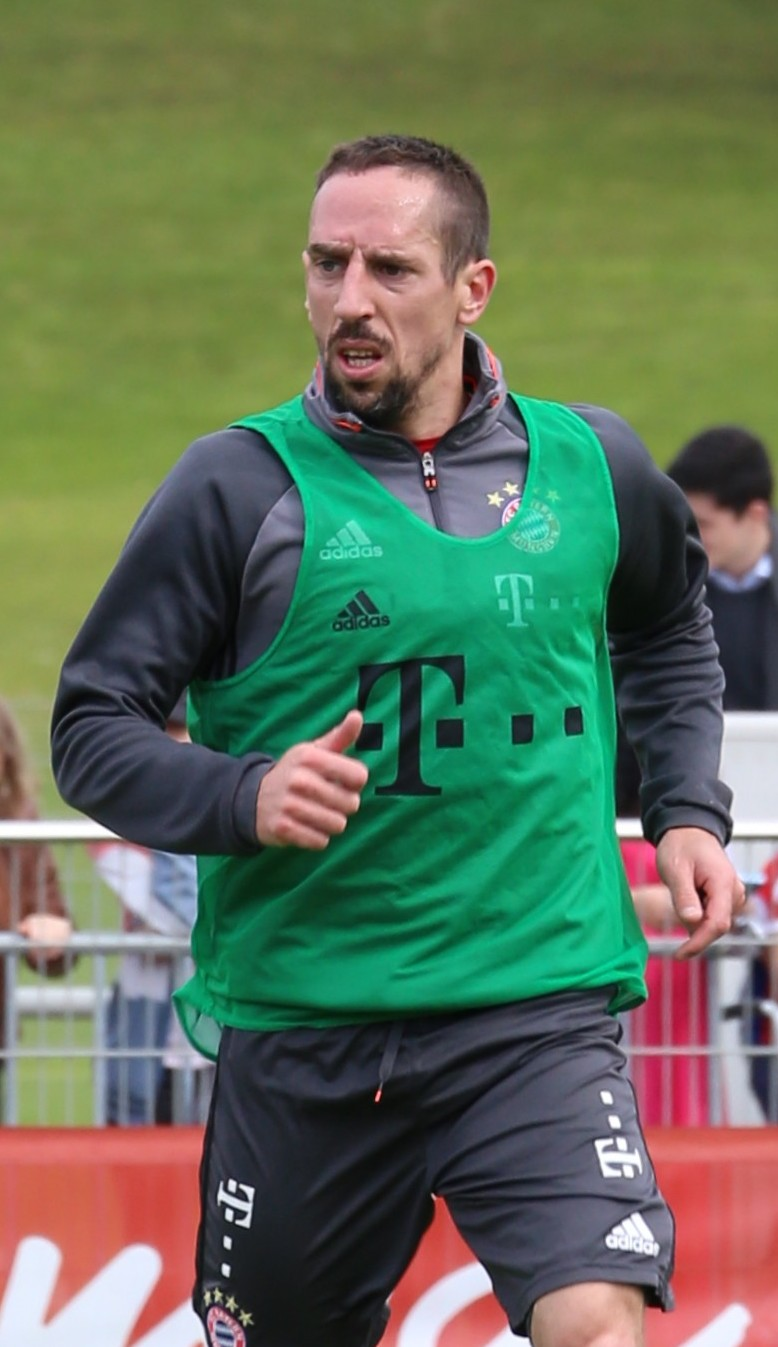
Ribéry à l'entraînement en 2017.

Le 13 janvier 2014, Franck Ribéry termine 3e du Ballon d'or derrière Lionel Messi et Cristiano Ronaldo, vainqueur de cette édition. Très affecté par l'issue du vote, il évoquera un « vol » quelques années plus tard. Le 17 mai, il remporte la coupe d'Allemagne face au Borussia Dortmund (2-0 en prolongations) après avoir été de nouveau champion d'Allemagne. Cependant, une blessure contractée pendant la finale (en) le contraint à déclarer forfait pour la Coupe du Monde.
Le 6 décembre 2014 contre le Bayer Leverkusen, Franck Ribéry dispute son 186e match de Bundesliga, devenant ainsi le joueur français ayant disputé le plus de rencontres dans l'élite allemande, battant Matthieu Delpierre. Il inscrit au passage le seul but de la rencontre, son 100e avec le Bayern Munich (1-0). Il remporte une 5e Bundesliga personnelle au terme d'une saison polluée par les blessures.
La saison 2015-2016 est encore plus dure pour le Français. De nouveau à l'infirmerie, il ne dispute que 13 matchs de championnat et manque la première partie de saison. Toutefois, il semble revenir à son meilleur niveau au printemps 2016. Pour son 200e match en Bundesliga, il s'offre un but en reprise de volée acrobatique face à Francfort. Très performant en ligue des champions, il ouvre la porte à un retour en équipe de France avant finalement de se rétracter. En demi-finale, Franck Ribéry ne peut éviter l'élimination face à l'Atlético de Madrid. Le Bayern conclut sa saison par un nouveau doublé coupe-championnat et voit partir son entraîneur Pep Guardiola avec qui Ribéry n'entretenait pas de bonnes relations.
L'entraîneur espagnol est remplacé par Carlo Ancelotti. Buteur dès la première journée de Bundesliga, Franck Ribéry participe à l'excellent début de saison du Bayern qui ne lâchera quasiment plus la tête du championnat. Après avoir étrillé Arsenal (5-1 ; 1-5) en huitième de finale, les Bavarois sont sortis en demi-finale (1-2 ; 4-2, a.p.) par le Real Madrid lors d'un match retour intense, mais terni par des erreurs d'arbitrage. Malgré une belle prestation individuelle, Ribéry est éclipsé par le triplé de Cristiano Ronaldo.
Après s'être incliné en demi-finale de la coupe d'Allemagne aux tirs au but contre le Borussia Dortmund, le Bayern est sacré champion d'Allemagne pour la 27e fois de son histoire.

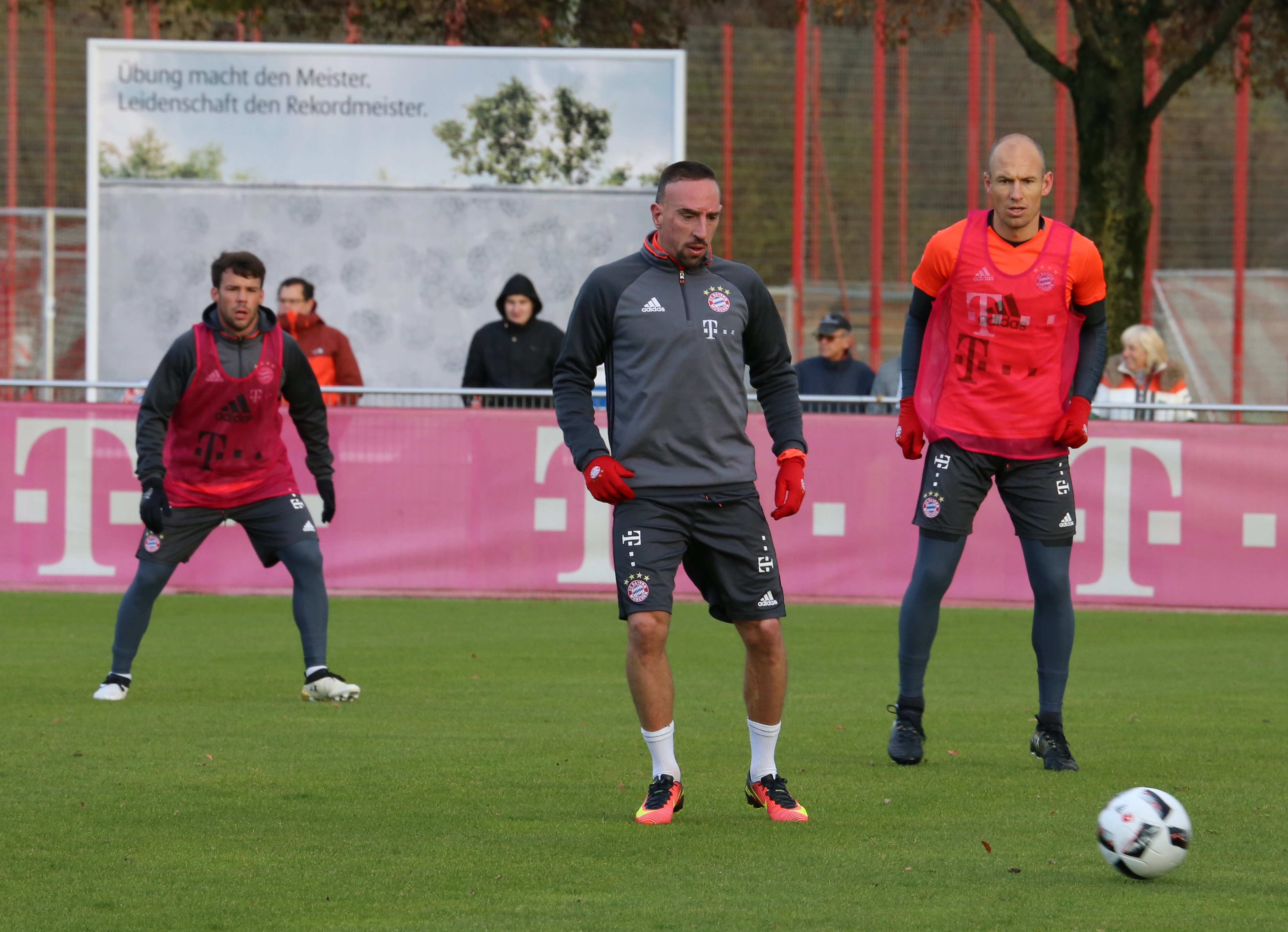
Franck Ribéry et Arjen Robben (droite) forment un duo d'ailiers redoutables au Bayern Munich.

Après quatre saisons moindres sur le plan statistique, Ribéry semble enfin débarrassé des blessures. Il remporte la supercoupe d'Allemagne en ouverture de la saison face à Dortmund. Régulièrement titulaire sur le flanc gauche, ses gestes d'humeur à l'égard de son entraîneur lorsqu'il est remplacé sont fustigés par les observateurs. Après une défaite 3-0 face au Paris Saint Germain où Ribéry est resté sur le banc, Carlo Ancelotti est limogé du Bayern Munich. Après un court intérim de Willy Sagnol, le club bavarois rappelle Jupp Heynckes au poste d'entraîneur, déjà en poste lors du triplé en 2013 et très apprécié par Ribéry. Le 1er octobre, l'ailier français se blesse au genou gauche lors d'une rencontre de championnat qui l'écarte des terrains durant plusieurs semaines,. Cependant, le retour de Heynckes fait du bien au natif de Boulogne qui retrouve des jambes notamment en Ligue des Champions. Mais les joueurs du Bayern sont de nouveau sortis par le Real Madrid en demi-finale, futur vainqueur de l'édition. Les performances de Ribéry sont saluées par les observateurs à quelques mois de la Coupe du Monde. Vainqueur à nouveau de la Bundesliga, le Bayern se fait toutefois surprendre en finale de la coupe d'Allemagne face à l'Eintracht Francfort (1-3).
En fin de contrat, la saison 2018-2019 est la dernière de Franck Ribéry au Bayern Munich. Âgé de 36 ans, il joue désormais moins de matchs au profit des jeunes ailiers bavarois Kingsley Coman et Serge Gnabry. Le 5 mai 2019, le club bavarois officialise son départ à la fin de la saison, ainsi que celui d'Arjen Robben, son alter ego sur l'aile droite depuis dix ans. Ils seront honorés par un jubilé en 2020.
Pour son dernier match, le Français participe au succès des siens contre l’Eintracht Francfort (5-1) en inscrivant un but quelques minutes après être entré en jeu, qui sera élu but de la saison de Bundesliga. Il est sacré champion d’Allemagne pour la neuvième fois de sa carrière, établissant un nouveau record : il est en effet le premier à gagner neuf titres de Bundesliga.

### Arrivée en Italie (2019-2022)
Le 21 août 2019, Ribéry signe officiellement un contrat de deux ans avec l'ACF Fiorentina. Lorsqu'il arrive à l'aéroport de Florence-Peretola afin de signer son contrat avec la Fio et de passer des tests médicaux, il est accueilli par les supporters du club. Le président de la Viola, Joe Barone, décrit cette journée comme historique.
Le 5 octobre, il est élu joueur du mois de septembre en Serie A. Lourdement touché le 1er décembre face à Lecce, il est opéré à la cheville droite. Le club italien affirme également que le Français va manquer 10 semaines de compétition. De retour sur le terrain après une opération de la cheville et la suspension des compétitions, l’attaquant boulonnais a illuminé le pauvre jeu de la Fiorentina, contrainte au nul face à la lanterne rouge Brescia Calcio (1-1). Le 27 juin, Frank se défait de deux joueurs à l'aide d'un joli double contact sur la gauche de la surface de réparation, effectue une feinte de frappe avant d'enchaîner rapidement, ne laissant aucune chance à Strakosha, le gardien de la Lazio Rome. Cependant, les romains renversent la Fiorentina durant la seconde période (défaite 2-1).
Le 6 septembre 2021, il s'engage au sein de l'US Salernitana, club fraîchement promu en Serie A pour cette saison.

### Retraite sportive (2022)
En raison de problèmes récurrents au genou droit, Franck Ribéry met un terme à sa carrière. Le 22 octobre 2022, au lendemain de l'officialisation de sa retraite sportive, il reçoit un vibrant hommage des tifosi de la Salernitana qui l'ovationnent avant le coup d'envoi du match contre La Spezia (qu'il ne dispute pas).

### Carrière internationale (2006-2014)

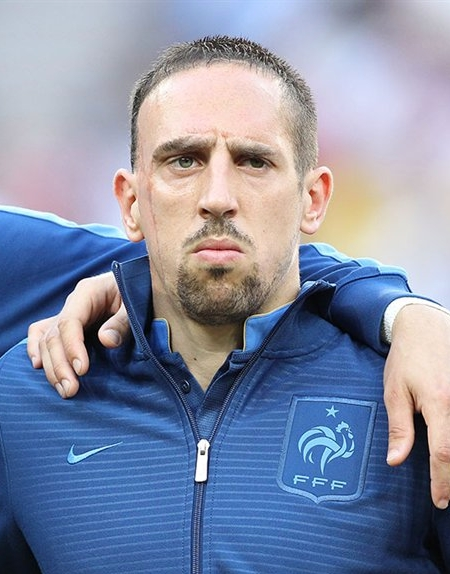
Franck Ribéry sous les couleurs de l'équipe de France.

#### Débuts lors de la coupe du monde 2006
Ses prestations en Ligue 1 et avec l'équipe de France espoirs lui ouvrent finalement la porte de l'équipe de France A et de la Coupe du monde 2006, puisque le sélectionneur national Raymond Domenech décide de le retenir dans la liste des 23 joueurs sélectionnés pour la compétition. Il y porte le numéro 22 lors de sa première sélection, le 27 mai 2006, à l'occasion de la rencontre amicale France-Mexique au Stade de France, durant laquelle il fait une entrée remarquée à la 75e minute, sous l'acclamation du public. Ce match est aussi le dernier de Zinédine Zidane au Stade de France.
Pour sa deuxième sélection, il remplace Zidane et obtient un pénalty face au Danemark, transformé par Sylvain Wiltord, aboutissant à une victoire 2-0 de la France. L'activité et le talent de Ribéry laissent présager qu'il puisse devenir un des maillons essentiels des Bleus pour les années à venir. Ribéry est à l'origine de deux buts marqués contre la Chine pour le dernier match de préparation des Bleus (victoire 3-1). Il connaît sa première titularisation lors du premier match des Bleus du tournoi, contre l'équipe de Suisse le 13 juin 2006 à Stuttgart (0-0).
Ribéry franchit un palier en marquant son premier but en sélection nationale le 27 juin 2006 contre l'Espagne grâce à son débordement sur Iker Casillas, but qui permet à l'équipe de France d'égaliser puis de l'emporter 3-1, se qualifiant pour les quarts de finale de la coupe du monde 2006. Plus tard, il efface à plusieurs reprises plusieurs brésiliens et met le gardien portugais Ricardo en difficulté. Après la victoire en demi-finale contre le Portugal, il participe le 9 juillet 2006 à la finale contre l'Italie (défaite de la France 5 tirs au but à 3). Pendant la finale, son tir rase le poteau à la 99e minute alors que le score est de (1-1). Pour ses premières sélections en tant que titulaire, Franck Ribéry réalise un très beau parcours.

#### Leader sous l'ère Domenech (2006-2010)

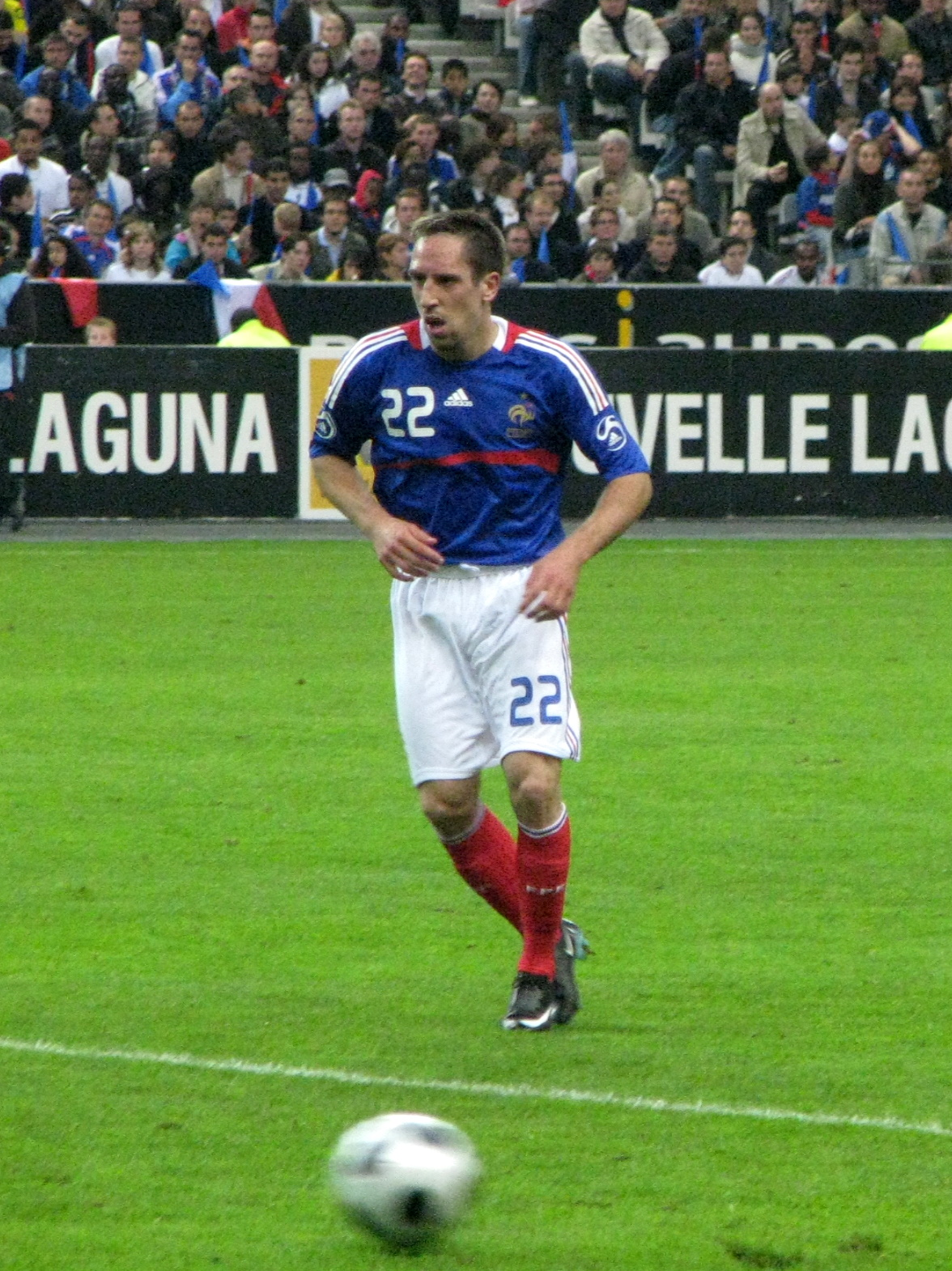
Franck Ribéry, en juin 2008, contre la Colombie.

À la suite de ses bonnes performances, la presse l'annonce déjà comme le successeur de Zinédine Zidane. De plus, ses débuts en Bleu lui valent l'admiration de ses coéquipiers, notamment celle de Thierry Henry, le Gunners se reconnaissant dans ce joueur qui débarque en équipe de France pour la coupe du monde 2006 sans avoir été convoqué auparavant. Même Zidane, son capitaine, est impressionné par le talent du jeune nordiste : « Franck respire la joie de vivre. Il ne calcule pas, même dans sa relation avec les anciens. Il est très fort. C'est quelqu'un qui marquera les esprits à chaque fois qu'il sera sur les terrains. Il deviendra quelqu'un d'important dans le foot »,.
Après le départ de Zidane, Ribéry devient un cadre de l'équipe de Raymond Domenech. Joueur majeur durant la campagne de qualification pour l'Euro 2008, Ribéry souffre malgré tout d'une longue saison avec le Bayern. En matchs de préparations pour l'Euro 2008, il permet à la France d'éviter le match nul contre l'Angleterre et la Colombie (victoires 1-0) en marquant l'unique but de ces deux rencontres grâce à deux penalties,. Durant la compétition, il ne peut empêcher la France de concéder le match nul contre la Roumanie (0-0) puis la défaite devant les Pays-Bas (1-4). Lors du troisième match, contre l'Italie, il doit sortir sur blessure dès la 8e minute de jeu. Il est évacué sur une civière. Touché à un ligament de la cheville gauche, il est opéré avec succès par le chirurgien du Bayern Munich, mais est indisponible plusieurs mois. Repositionné plusieurs fois durant la compétition, Ribéry ne parvient à empêcher l'élimination au premier tour de l'équipe de France.
Lors du second match des éliminatoires pour la coupe du monde 2010, le 11 octobre 2008, il sauve Raymond Domenech, alors vivement critiqué, en marquant un but et en offrant une passe décisive à Yoann Gourcuff contre la Roumanie (2-2 alors que la France était menée 2-0). Ribéry se montre encore décisif en marquant les deux buts lors des deux rencontres face à la Lituanie pour les éliminatoires (1-0 pour la France à chacun de ses matchs),. Absent du groupe des Bleus en raison de blessures récurrentes (tendinite rotulienne, inflammation de la cheville, inflammation de l'orteil), il manque ainsi la double confrontation en barrage de l'équipe de France contre l'Irlande en novembre (1-0, 1-1 a.p.) où la France se qualifie de justesse pour le Mondial 2010. Durant les trois matchs de préparation, il se montre moins prolifique malgré un très bon match contre le Costa Rica le 26 mai 2010 (victoire 2-1). La coupe du monde vire au fiasco à la suite d'une défaite contre le Mexique puis l'exclusion d'Anelka du groupe. Dans un contexte de crise, les Bleus s'inclinent face à l'Afrique du Sud (2-1) malgré une passe décisive de Ribéry pour Florent Malouda. Considéré comme un cadre de la sélection française lors du Mondial 2010, il est suspendu par la Fédération française de football pour les premiers matchs du nouveau sélectionneur Laurent Blanc, à l'automne 2010, pour avoir été l'un des artisans de la « mutinerie » de l'équipe de France : les joueurs avaient alors refusé de s'entraîner à Knysna, afin de protester contre l'éviction du groupe de Nicolas Anelka, coupable d'avoir insulté le sélectionneur.

#### Retour enBleuaprès Knysna (2011-2012)

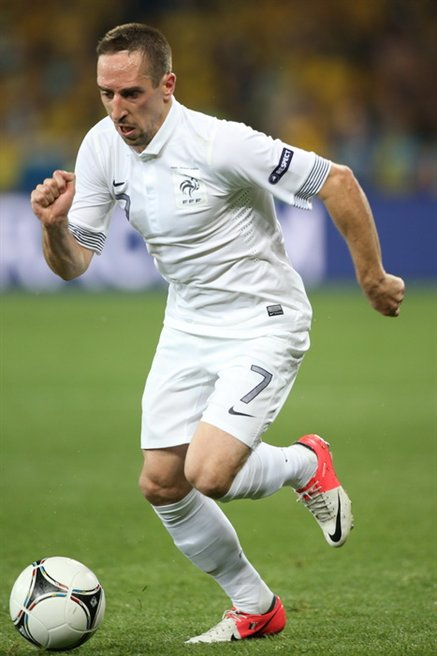
Franck Ribéry, en action, lors de l'Euro 2012.

Rappelé par Blanc, il s'explique devant la presse française, demande pardon pour ses erreurs et se dit prêt à faire partie de l'avenir de l'équipe de France. Il est titulaire lors de la victoire contre le Luxembourg (2-0) le 25 mars 2011. Il célèbre sa 50e sélection le 29 mars 2011 au stade de France lors du match amical contre la Croatie (0-0), où il est hué par le public à son entrée en jeu en seconde mi-temps. Ensuite, il participe à la seconde partie de la campagne de qualification pour l'Euro 2012.
Le 28 mai 2012, lors du premier match de préparation à l'Euro 2012, face à l'Islande il marque à la 85e minute un but qui permet à l’Équipe de France de revenir au score (2-2, cette dernière gagne finalement 3-2). Franck Ribéry exprime après le match son soulagement, après 3 ans sans marquer en sélection. Il inscrit deux nouveaux buts, contre la Serbie puis face à l'Estonie. Très bon lors de la préparation, Ribéry anime le côté gauche des Bleus. Deuxième équipe de leur groupe, les Bleus se qualifient pour le second tour. Opposée à l'Espagne, la France s'incline (2-0). Malgré l'élimination sans gloire de l'équipe de France à l'Euro 2012 et une absence de passes décisives et de buts, Ribéry est jugé par la presse et le public comme l'un des joueurs les plus motivés durant la compétition.

#### Indispensable dans les premières années Deschamps (2012-2014)
Le remplacement au poste de sélectionneur de Laurent Blanc par Didier Deschamps conforte le statut de Franck Ribéry sur le flanc gauche. Le 11 septembre 2012, Ribéry dispute le deuxième match de qualification pour la Coupe du monde 2014 contre la Biélorussie (3-1), au stade de France. Il s'illustre par deux passes décisives et un but, son onzième en équipe de France et est élu homme du match par la presse. Auteur de deux bons matchs contre l'Espagne (1-1) et l'Italie (2-1), Franck Ribéry termine meilleur buteur de la sélection au cours de l'année 2012 (4 buts). Il commence l'année 2013 par une grosse prestation en amical face à l'Allemagne (1-2) où il prend de vitesse plusieurs fois la défense allemande. Ensuite, il inscrit son 12e but et donne une passe décisive pour Mathieu Valbuena contre la Géorgie (3-1) Il inscrit un doublé lors du match retour face à la Biélorussie : alors que la France est menée à la mi-temps, Ribéry transforme un penalty provoqué par une faute sur lui-même ; et si la Biélorussie double la marque, Ribéry est en grande forme et marque un nouveau but quelques minutes plus tard. Finalement, la France l'emporte 4 à 2. Il est une nouvelle fois le maître à jouer des siens lors de la rencontre amicale contre l'Australie, où il ouvre le score avant de faire trois passes décisives pour une victoire 6-0. Contre la Finlande, il inscrit un but jugé de grande qualité par les médias, d'une frappe enroulée sous la barre transversale.

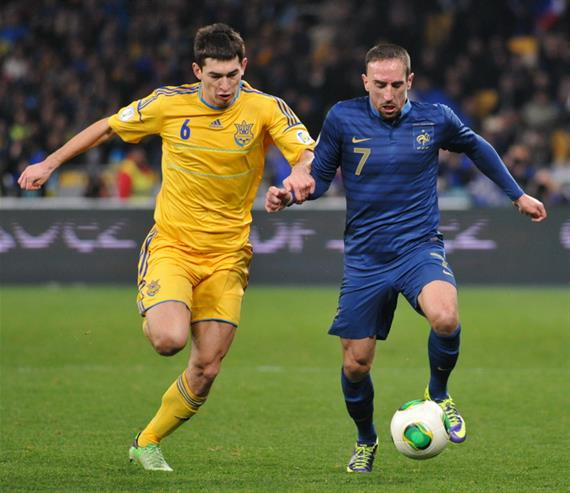
Franck Ribéry participe à la qualification en barrage face à l'Ukraine en novembre 2013.

Qualifiée pour les barrages, l'équipe de France est terrassée au match aller par l'Ukraine qui s'impose 2-0 à Kiev. Ribéry, victime d'un marquage resserré de la part des Ukrainiens, a déçu comme l'ensemble de ses partenaires. Quatre jours plus tard, le 19 novembre 2013, l'équipe de France, revigorée, réalise l'exploit de remonter deux buts en s'imposant 3-0 au stade de France dans un match fondateur. Franck Ribéry, qui a joué 80 minutes avec une côte cassée pour qualifier les siens, est impliqué sur les deux buts décisifs de Mamadou Sakho,. Les Bleus décrochent ainsi leur ticket pour la coupe du monde 2014 au Brésil. Retenu dans la liste des 23 joueurs de Didier Deschamps pour le Mondial, le joueur du Bayern annonce qu'il s'agit de sa dernière coupe du monde. Cependant, une blessure au dos contractée en fin de saison l'empêche de prendre part aux matchs de préparation des Bleus. Finalement, il déclare officiellement forfait le 6 juin 2014 à cause d'une lombalgie prolongée. Il est remplacé par le Montpelliérain Rémy Cabella. Sans lui, les Bleus réalisent un parcours remarquable, vaporisant les Suisses au premier tour (2-5), terminant premier de leur groupe et arrivant jusqu'en quarts de finale où ils sont éliminés par les futurs champions du monde allemands sur la plus petite des marges (0-1).
Le 13 août 2014, il annonce la fin de sa carrière internationale, il précise plus tard n'avoir « pas été soutenu » au moment de sa blessure avant le Mondial 2014. « J'ai pris une décision. Les deux dernières années en équipe de France, j'ai pris vraiment beaucoup de plaisir. J'ai été très important pour l'équipe de France, le meilleur buteur, le meilleur passeur. Je me suis éclaté. Mais au final quand j'ai eu ce petit problème au dos qui m'a privé du Mondial, il y a eu de petites choses qui ne m'ont vraiment pas plu et j'ai senti que je n'avais pas de soutien derrière moi. Mais c'est une page qui est tournée et je souhaite bonne chance à l'équipe de France », affirme-t-il,.

## Aspects socio-économiques

### Image publique

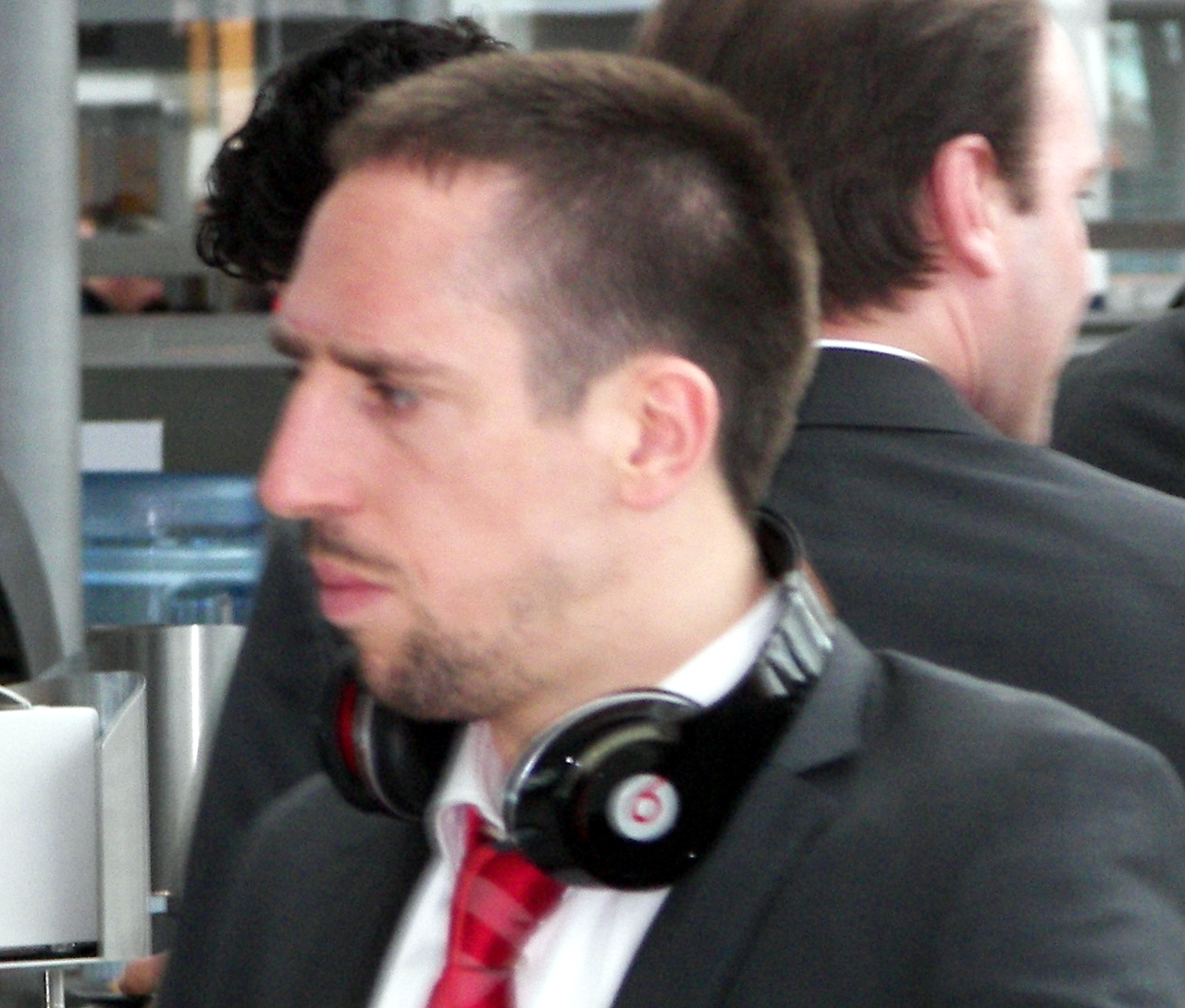
Ribéry en 2010.

À la suite de son exposition médiatique durant la coupe du monde 2006, le milieu de terrain olympien est représenté dans Les Guignols de l'info et caricaturé comme un « footballeur surexcité à la syntaxe sommaire »,.
Le 26 mars 2008, lors du match France - Angleterre, il marque sur pénalty et rend hommage à son ami Hicham ainsi qu'au commentateur Thierry Gilardi, mort la veille d'une crise cardiaque.
En mai 2008, après un sondage réalisé auprès de 268 joueurs du championnat d'Allemagne et publié par le magazine Kicker, il est élu meilleur joueur de la Bundesliga.
À cette époque, il apparaît dans les clips Les Cités d'or (de l'album du même nom) des Psy 4 De La Rime, enregistré en 2007 et Même pas fatigués de Magic System en 2009. Il a participé aux concerts des Enfoirés 2009. Il se forge également une réputation de "blagueur", caricaturée en France dans l'émission humoristique Les Guignols de l'info.
En avril 2010, Franck Ribéry est entendu par la police comme témoin dans une affaire de proxénétisme aggravé ; il reconnaît qu'il a bien eu des relations sexuelles tarifées avec une jeune femme, mais affirme aux enquêteurs qu'il ignorait que cette dernière était mineure. La presse se fait largement l'écho de l'« affaire Zahia » du nom de la jeune femme concernée, Zahia Dehar,. Franck Ribéry conserve le soutien de ses sponsors et un sondage, publié en avril 2010, indique que 67 % des Français souhaitent toujours le voir participer à la sélection française lors du Mondial 2010. Zahia Dehar accorde de son côté une interview à Paris Match, dans laquelle elle se présente comme « une escort girl, pas une prostituée » et explique qu'elle et une autre femme ont été, en 2009, le « cadeau d'anniversaire » de Ribéry,. Quelques mois plus tard, lors de l'élimination de la France au premier tour du Mondial 2010 — échec marqué en outre par l'épisode de la « grève » dont Ribéry a été l'un des meneurs — les médias français et internationaux reviennent largement sur cette affaire. Le 20 juillet 2010, Franck Ribéry — de même que Karim Benzema, également mis en cause — est placé en garde à vue par la brigade de répression du proxénétisme de Paris puis mis en examen pour « sollicitation de prostituée mineure ». Ribéry et Benzema sont finalement relaxés en janvier 2014, la cour estimant qu'ils ignoraient que la jeune femme était mineure.
En 2010 et en 2011, il est élu sportif français le plus détesté de France en raison de l'affaire Zahia, du fiasco du Mondial 2010 et de sa jalousie supposée envers Yoann Gourcuff,.
À la mi-temps de la demi-finale de la Ligue des champions 2011-2012, il assène à son coéquipier Arjen Robben des coups de poing. En réaction, le Bayern lui inflige 50 000 euros d'amende,.
Le 15 août 2012, à l'occasion d'un match amical entre la France et l'Uruguay, un hommage, sous la forme d'une minute d'applaudissement, est rendu à Thierry Roland, décédé quelques semaines plus tôt. Franck Ribéry n'applaudit pas. La Fédération française de football lui adresse un avertissement quelques jours plus tard.
Le 26 janvier 2016, Franck Ribéry est débouté du procès qu'il avait intenté à l'éditeur du livre Racaille Football Club publié en mai 2013 et à son auteur Daniel Riolo. Le joueur est également condamné pour procédure abusive et se voit contraint de verser à Daniel Riolo et son éditeur la somme de 2 500 € chacun.
Dans son livre Tout seul, Raymond Domenech garde un regard sévère sur son ex-joueur déclarant que « Ribéry n'aime pas Gourcuff, c'est certain. (...) Avant l'Uruguay, j'ai dit à Gourcuff : "Je t'ai confié les clés, à toi de jouer !" Le pire, c'est le regard de Franck Ribéry. Je me fais peut-être du cinéma, mais j'ai vu dans ses yeux la haine, le mépris, ou la jalousie. (...) Il est semblable à Anelka et Henry : tout tourne autour de leur nombril. ».
En 2024, le roman Franck, Autoportrait imaginaire sort en librairie. Selon de nombreux observateurs et journalistes, la fiction réhabilite l’homme et le joueur dont l’image aurait été injustement écornée en France,,.

### Hommage
- La tribune nord du Stade de la Libération de Boulogne-sur-Mer porte son nom.

## Vie privée
Marié depuis 2002 avec une Franco-Algérienne prénommée Wahiba, il est père de cinq enfants (Hiziya, Shahinez, Seïf el Islam, Mohammed et Keltoum). En février 2006, Franck Ribéry se convertit à l'islam et prend le nom islamique de « Bilal Yusuf Mohammed ».
En 2011, Franck Ribéry était le sportif français le mieux payé avec 11,4 millions d'euros de revenus. En décembre 2011, il est condamné par la justice luxembourgeoise à verser trois millions d'euros de commissions à son ex-agent au titre des années 2005 à 2007.
En janvier 2019, un de ses frères, Steeven Ribéry (en), signe un contrat professionnel dans le club du Syrianska FC, en deuxième division suédoise,. Son autre frère, François, a joué à Calais RUFC puis à l'Aviron bayonnais, en National entre 2006 et 2011,.

## Statistiques
| Saison                | Club                   | Championnat           | Championnat | Championnat | Championnat | Coupe nationale | Coupe nationale | Coupe nationale | Coupe de la Ligue | Coupe de la Ligue | Coupe de la Ligue | Supercoupe | Supercoupe | Supercoupe | Compétition(s) continentale(s) | Compétition(s) continentale(s) | Compétition(s) continentale(s) | Compétition(s) continentale(s) | Supercoupe UEFA | Supercoupe UEFA | Supercoupe UEFA | Coupe du monde des clubs | Coupe du monde des clubs | Coupe du monde des clubs | France | France | France | Total | Total | Total |
| Saison                | Club                   | Division              | M.          | B.          | P.d.        | M.              | B.              | P.d.            | M.                | B.                | P.d.              | M.         | B.         | P.d.       | Comp.                          | M.                             | B.                             | P.d.                           | M.              | B.              | P.d.            | M.                       | B.                       | P.d.                     | M.     | B.     | P.d.   | M.    | B.    | P.d.  |
| 2000-2001             | US Boulogne            | CFA                   | 4           | 1           | 0           | -               | -               | -               | -                 | -                 | -                 | -          | -          | -          | -                              | -                              | -                              | -                              | -               | -               | -               | -                        | -                        | -                        | -      | -      | -      | 4     | 1     | 0     |
| 2001-2002             | US Boulogne            | National              | 24          | 5           | 0           | 1               | 0               | 0               | -                 | -                 | -                 | -          | -          | -          | -                              | -                              | -                              | -                              | -               | -               | -               | -                        | -                        | -                        | -      | -      | -      | 25    | 5     | 0     |
| Sous-total            | Sous-total             | Sous-total            | 28          | 6           | 0           | 1               | 0               | 0               | -                 | -                 | -                 | -          | -          | -          | -                              | -                              | -                              | -                              | -               | -               | -               | -                        | -                        | -                        | -      | -      | -      | 29    | 6     | 0     |
| 2002-2003             | Olympique d'Alès       | National              | 19          | 1           | 0           | -               | -               | -               | -                 | -                 | -                 | -          | -          | -          | -                              | -                              | -                              | -                              | -               | -               | -               | -                        | -                        | -                        | -      | -      | -      | 19    | 1     | 0     |
| Sous-total            | Sous-total             | Sous-total            | 19          | 1           | 0           | -               | -               | -               | -                 | -                 | -                 | -          | -          | -          | -                              | -                              | -                              | -                              | -               | -               | -               | -                        | -                        | -                        | -      | -      | -      | 19    | 1     | 0     |
| 2003-2004             | Stade brestois 29      | National              | 35          | 3           | 8           | 2               | 1               | 0               | -                 | -                 | -                 | -          | -          | -          | -                              | -                              | -                              | -                              | -               | -               | -               | -                        | -                        | -                        | -      | -      | -      | 37    | 4     | 8     |
| Sous-total            | Sous-total             | Sous-total            | 35          | 3           | 8           | 2               | 1               | 0               | -                 | -                 | -                 | -          | -          | -          | -                              | -                              | -                              | -                              | -               | -               | -               | -                        | -                        | -                        | -      | -      | -      | 37    | 4     | 8     |
| 2004-2005             | FC Metz                | Ligue 1               | 20          | 2           | 8           | 1               | 0               | 0               | 1                 | 0                 | 0                 | -          | -          | -          | -                              | -                              | -                              | -                              | -               | -               | -               | -                        | -                        | -                        | -      | -      | -      | 22    | 2     | 8     |
| Sous-total            | Sous-total             | Sous-total            | 20          | 2           | 8           | 1               | 0               | 0               | 1                 | 0                 | 0                 | -          | -          | -          | -                              | -                              | -                              | -                              | -               | -               | -               | -                        | -                        | -                        | -      | -      | -      | 22    | 2     | 8     |
| 2005                  | Galatasaray SK         | D1                    | 14          | 0           | 2           | 3               | 1               | 1               | -                 | -                 | -                 | -          | -          | -          | -                              | -                              | -                              | -                              | -               | -               | -               | -                        | -                        | -                        | -      | -      | -      | 17    | 1     | 3     |
| Sous-total            | Sous-total             | Sous-total            | 14          | 0           | 2           | 3               | 1               | 1               | -                 | -                 | -                 | -          | -          | -          | -                              | -                              | -                              | -                              | -               | -               | -               | -                        | -                        | -                        | -      | -      | -      | 17    | 1     | 3     |
| 2005-2006             | Olympique de Marseille | Ligue 1               | 35          | 6           | 6           | 6               | 3               | 0               | -                 | -                 | -                 | -          | -          | -          | C4+C3                          | 5+7                            | 2+1                            | 0+3                            | -               | -               | -               | -                        | -                        | -                        | 10     | 1      | 1      | 63    | 13    | 10    |
| 2006-2007             | Olympique de Marseille | Ligue 1               | 25          | 5           | 6           | 5               | 1               | 0               | 2                 | 0                 | 0                 | -          | -          | -          | C3                             | 4                              | 0                              | 0                              | -               | -               | -               | -                        | -                        | -                        | 8      | 1      | 3      | 44    | 7     | 9     |
| Sous-total            | Sous-total             | Sous-total            | 60          | 11          | 12          | 11              | 4               | 0               | 2                 | 0                 | 0                 | -          | -          | -          | -                              | 16                             | 3                              | 3                              | -               | -               | -               | -                        | -                        | -                        | 18     | 2      | 4      | 107   | 20    | 19    |
| 2007-2008             | Bayern Munich          | Bundesliga            | 28          | 11          | 8           | 5               | 2               | 0               | 2                 | 3                 | 0                 | -          | -          | -          | C3                             | 11                             | 3                              | 4                              | -               | -               | -               | -                        | -                        | -                        | 12     | 2      | 3      | 58    | 21    | 15    |
| 2008-2009             | Bayern Munich          | Bundesliga            | 25          | 9           | 11          | 3               | 1               | 1               | -                 | -                 | -                 | -          | -          | -          | C1                             | 8                              | 4                              | 4                              | -               | -               | -               | -                        | -                        | -                        | 8      | 3      | 0      | 44    | 17    | 16    |
| 2009-2010             | Bayern Munich          | Bundesliga            | 19          | 4           | 6           | 4               | 2               | 3               | -                 | -                 | -                 | -          | -          | -          | C1                             | 7                              | 1                              | 2                              | -               | -               | -               | -                        | -                        | -                        | 10     | 0      | 1      | 40    | 7     | 12    |
| 2010-2011             | Bayern Munich          | Bundesliga            | 25          | 7           | 12          | 3               | 2               | 2               | -                 | -                 | -                 | -          | -          | -          | C1                             | 4                              | 2                              | 1                              | -               | -               | -               | -                        | -                        | -                        | 4      | 0      | 0      | 36    | 11    | 15    |
| 2011-2012             | Bayern Munich          | Bundesliga            | 32          | 12          | 15          | 4               | 2               | 1               | -                 | -                 | -                 | -          | -          | -          | C1                             | 14                             | 3                              | 2                              | -               | -               | -               | -                        | -                        | -                        | 12     | 3      | 2      | 62    | 20    | 20    |
| 2012-2013             | Bayern Munich          | Bundesliga            | 27          | 10          | 15          | 3               | 0               | 2               | -                 | -                 | -                 | 1          | 0          | 0          | C1                             | 12                             | 1                              | 2                              | -               | -               | -               | -                        | -                        | -                        | 9      | 2      | 4      | 52    | 13    | 23    |
| 2013-2014             | Bayern Munich          | Bundesliga            | 22          | 10          | 11          | 4               | 1               | 1               | -                 | -                 | -                 | -          | -          | -          | C1                             | 10                             | 3                              | 2                              | 1               | 1               | 0               | 2                        | 1                        | 0                        | 8      | 4      | 5      | 47    | 20    | 19    |
| 2014-2015             | Bayern Munich          | Bundesliga            | 15          | 5           | 7           | 2               | 1               | 1               | -                 | -                 | -                 | -          | -          | -          | C1                             | 6                              | 3                              | 2                              | -               | -               | -               | -                        | -                        | -                        | -      | -      | -      | 23    | 9     | 10    |
| 2015-2016             | Bayern Munich          | Bundesliga            | 13          | 2           | 3           | 2               | 0               | 0               | -                 | -                 | -                 | -          | -          | -          | C1                             | 7                              | 0                              | 0                              | -               | -               | -               | -                        | -                        | -                        | -      | -      | -      | 22    | 2     | 3     |
| 2016-2017             | Bayern Munich          | Bundesliga            | 22          | 5           | 11          | 3               | 0               | 4               | -                 | -                 | -                 | 1          | 0          | 0          | C1                             | 6                              | 0                              | 2                              | -               | -               | -               | -                        | -                        | -                        | -      | -      | -      | 32    | 5     | 17    |
| 2017-2018             | Bayern Munich          | Bundesliga            | 20          | 5           | 1           | 5               | 1               | 3               | -                 | -                 | -                 | 1          | 0          | 0          | C1                             | 8                              | 0                              | 2                              | -               | -               | -               | -                        | -                        | -                        | -      | -      | -      | 34    | 6     | 6     |
| 2018-2019             | Bayern Munich          | Bundesliga            | 25          | 6           | 3           | 5               | 0               | 0               | -                 | -                 | -                 | 1          | 0          | 0          | C1                             | 7                              | 1                              | 0                              | -               | -               | -               | -                        | -                        | -                        | -      | -      | -      | 38    | 7     | 3     |
| Sous-total            | Sous-total             | Sous-total            | 273         | 86          | 103         | 43              | 12              | 18              | 2                 | 3                 | 0                 | 4          | 0          | 0          | -                              | 100                            | 21                             | 25                             | 1               | 1               | 0               | 2                        | 1                        | 0                        | 63     | 14     | 15     | 488   | 138   | 161   |
| 2019-2020             | ACF Fiorentina         | Serie A               | 21          | 3           | 3           | -               | -               | -               | -                 | -                 | -                 | -          | -          | -          | -                              | -                              | -                              | -                              | -               | -               | -               | -                        | -                        | -                        | -      | -      | -      | 21    | 3     | 3     |
| 2020-2021             | ACF Fiorentina         | Serie A               | 29          | 2           | 6           | 1               | 0               | 0               | -                 | -                 | -                 | -          | -          | -          | -                              | -                              | -                              | -                              | -               | -               | -               | -                        | -                        | -                        | -      | -      | -      | 30    | 2     | 6     |
| Sous-total            | Sous-total             | Sous-total            | 50          | 5           | 9           | 1               | 0               | 0               | -                 | -                 | -                 | -          | -          | -          | -                              | -                              | -                              | -                              | -               | -               | -               | -                        | -                        | -                        | -      | -      | -      | 51    | 5     | 9     |
| 2021-2022             | US Salernitana         | Serie A               | 23          | 0           | 3           | -               | -               | -               | -                 | -                 | -                 | -          | -          | -          | -                              | -                              | -                              | -                              | -               | -               | -               | -                        | -                        | -                        | -      | -      | -      | 23    | 0     | 3     |
| 2022-2023             | US Salernitana         | Serie A               | 1           | 0           | 0           | 1               | 0               | 0               | -                 | -                 | -                 | -          | -          | -          | -                              | -                              | -                              | -                              | -               | -               | -               | -                        | -                        | -                        | -      | -      | -      | 2     | 0     | 0     |
| Sous-total            | Sous-total             | Sous-total            | 24          | 0           | 3           | 1               | 0               | 0               | -                 | -                 | -                 | -          | -          | -          | -                              | -                              | -                              | -                              | -               | -               | -               | -                        | -                        | -                        | -      | -      | -      | 25    | 0     | 3     |
| Total sur la carrière | Total sur la carrière  | Total sur la carrière | 523         | 114         | 145         | 63              | 18              | 19              | 5                 | 3                 | 0                 | 4          | 0          | 0          | -                              | 116                            | 24                             | 28                             | 1               | 1               | 0               | 2                        | 1                        | 0                        | 81     | 16     | 19     | 795   | 177   | 211   |

### Matchs internationaux
| Matchs internationaux de Franck Ribéry | Matchs internationaux de Franck Ribéry | Matchs internationaux de Franck Ribéry               | Matchs internationaux de Franck Ribéry | Matchs internationaux de Franck Ribéry | Matchs internationaux de Franck Ribéry       | Matchs internationaux de Franck Ribéry                         |
| #                                      | Date                                   | Lieu                                                 | Adversaire                             | Résultat                               | Compétition                                  | Notes                                                          |
| -------------------------------------- | -------------------------------------- | ---------------------------------------------------- | -------------------------------------- | -------------------------------------- | -------------------------------------------- | -------------------------------------------------------------- |
| 1                                      | 27 mai 2006                            | Stade de France, Saint-Denis, France                 | Mexique                                | V 1 - 0                                | Match amical                                 | Entre en jeu à la place de David Trezeguet à la 73e minute.    |
| 2                                      | 31 mai 2006                            | Stade Félix-Bollaert, Lens, France                   | Danemark                               | V 2 - 0                                | Match amical                                 | Entre en jeu à la place de Zinédine Zidane à la 66e minute.    |
| 3                                      | 7 juin 2006                            | Stade Geoffroy-Guichard, Saint-Étienne, France       | Chine                                  | V 3 - 1                                | Match amical                                 | Entre en jeu à la place de Patrick Vieira à la 75e minute.     |
| 4                                      | 13 juin 2006                           | Gottlieb-Daimler-Stadion, Stuttgart, Allemagne       | Suisse                                 | N 0 - 0                                | Premier tour de la Coupe du monde 2006       | Titulaire, remplacé par Louis Saha à la 70e minute.            |
| 5                                      | 18 juin 2006                           | Zentralstadion, Leipzig, Allemagne                   | Corée du Sud                           | N 1 - 1                                | Premier tour de la Coupe du monde 2006       | Entre en jeu à la place de Sylvain Wiltord à la 60e minute.    |
| 6                                      | 23 juin 2006                           | RheinEnergieStadion, Cologne, Allemagne              | Togo                                   | V 2 - 0                                | Premier tour de la Coupe du monde 2006       | Titulaire, remplacé par Sidney Govou à la 77e minute.          |
| 7                                      | 27 juin 2006                           | FIFA-WM-Stadion Hannover, Hanovre, Allemagne         | Espagne                                | V 3 - 1                                | Huitième de finale de la Coupe du monde 2006 | Titulaire.                                                     |
| 8                                      | 1er juillet 2006                       | Waldstadion, Francfort-sur-le-Main, Allemagne        | Brésil                                 | V 1 - 0                                | Quart de finale de la Coupe du monde 2006    | Titulaire, remplacé par Sidney Govou à la 77e minute.          |
| 9                                      | 5 juillet 2006                         | Allianz Arena, Munich, Allemagne                     | Portugal                               | V 1 - 0                                | Demi-finale de la Coupe du monde 2006        | Titulaire, remplacé par Sidney Govou à la 72e minute.          |
| 10                                     | 9 juillet 2006                         | Olympiastadion, Berlin, Allemagne                    | Italie                                 | N 1 - 1 3-5 t.a.b                      | Finale de la Coupe du monde 2006             | Titulaire, remplacé par David Trezeguet à la 100e minute.      |
| 11                                     | 16 août 2006                           | Stade Olympique Koševo, Sarajevo, Bosnie-Herzégovine | Bosnie-Herzégovine                     | V 2 - 1                                | Match amical                                 | Titulaire, remplacé par Julien Faubert à la 69e minute.        |
| 12                                     | 2 septembre 2006                       | Stade Boris-Paichadze, Tbilissi, Géorgie             | Géorgie                                | V 3 -0                                 | Éliminatoires de l'Euro 2008                 | Titulaire, remplacé par Sidney Govou à la 69e minute.          |
| 13                                     | 6 septembre 2006                       | Stade de France, Saint-Denis, France                 | Italie                                 | V 3 - 1                                | Éliminatoires de l'Euro 2008                 | Titulaire, remplacé par Louis Saha à la 88e minute.            |
| 14                                     | 7 octobre 2006                         | Hampden Park, Glasgow, Écosse                        | Écosse                                 | D 0 - 1                                | Éliminatoires de l'Euro 2008                 | Titulaire, remplacé par Sylvain Wiltord à la 74e minute.       |
| 15                                     | 11 octobre 2006                        | Stade Auguste-Bonal, Sochaux-Montbéliard, France     | Îles Féroé                             | V 5 - 0                                | Éliminatoires de l'Euro 2008                 | Titulaire.                                                     |
| 16                                     | 7 février 2007                         | Stade de France, Saint-Denis, France                 | Argentine                              | D 0 - 1                                | Match amical                                 | Titulaire.                                                     |
| 17                                     | 2 juin 2007                            | Stade de France, Saint-Denis, France                 | Ukraine                                | V 2 - 0                                | Éliminatoires de l'Euro 2008                 | Titulaire.                                                     |
| 18                                     | 6 juin 2007                            | Stade de l'Abbé-Deschamps, Auxerre, France           | Géorgie                                | V 1 - 0                                | Éliminatoires de l'Euro 2008                 | Titulaire, remplacé par Sidney Govou à la 93e minute.          |
| 19                                     | 22 août 2007                           | Stade Antona Malatinského, Trnava, Slovaquie         | Slovaquie                              | V 1 - 0                                | Match amical                                 | Titulaire, remplacé par Samir Nasri à la 73e minute.           |
| 20                                     | 8 septembre 2007                       | Stade San Siro, Milan, Italie                        | Italie                                 | N 0 - 0                                | Éliminatoires de l'Euro 2008                 | Titulaire, remplacé par Jérémy Toulalan à la 87e minute.       |
| 21                                     | 12 septembre 2007                      | Parc des Princes, Paris, France                      | Écosse                                 | D 0 - 1                                | Éliminatoires de l'Euro 2008                 | Titulaire.                                                     |
| 22                                     | 13 octobre 2007                        | Tórsvøllur, Torshavn, Îles Féroé                     | Îles Féroé                             | V 6 - 0                                | Éliminatoires de l'Euro 2008                 | Titulaire, remplacé par Hatem Ben Arfa à la 62e minute.        |
| 23                                     | 17 octobre 2007                        | Stade de la Beaujoire, Nantes, France                | Lituanie                               | V 2 - 0                                | Éliminatoires de l'Euro 2008                 | Titulaire.                                                     |
| 24                                     | 21 novembre 2007                       | Olimpiski, Kiev, Ukraine                             | Ukraine                                | N 2 - 2                                | Éliminatoires de l'Euro 2008                 | Titulaire, remplacé par Hatem Ben Arfa à la 89e minute.        |
| 25                                     | 26 mars 2008                           | Stade de France, Saint-Denis, France                 | Angleterre                             | V 1 - 0                                | Match amical                                 | Titulaire.                                                     |
| 26                                     | 31 mai 2008                            | Stadium, Toulouse, France                            | Paraguay                               | N 0 - 0                                | Match amical                                 | Titulaire, remplacé par Bafétimbi Gomis à la 46e minute.       |
| 27                                     | 3 juin 2008                            | Stade de France, Saint-Denis, France                 | Colombie                               | V 1 - 0                                | Match amical                                 | Titulaire, remplacé par Samir Nasri à la 75e minute.           |
| 28                                     | 9 juin 2008                            | Stade du Letzigrund, Zurich, Suisse                  | Roumanie                               | N 0 - 0                                | Premier tour de l'Euro 2008                  | Titulaire.                                                     |
| 29                                     | 13 juin 2008                           | Stade du Wankdorf, Berne, Suisse                     | Pays-Bas                               | D 1 - 4                                | Premier tour de l'Euro 2008                  | Titulaire.                                                     |
| 30                                     | 17 juin 2008                           | Stade du Letzigrund, Zurich, Suisse                  | Italie                                 | D 0 - 2                                | Premier tour de l'Euro 2008                  | Titulaire, remplacé par Samir Nasri à la 10e minute.           |
| 31                                     | 11 octobre 2008                        | Stade du Phare, Constanţa, Roumanie                  | Roumanie                               | N 2 - 2                                | Éliminatoires de la Coupe du monde 2010      | Titulaire, remplacé par Jimmy Briand à la 90e minute.          |
| 32                                     | 14 octobre 2008                        | Stade de France, Saint-Denis, France                 | Tunisie                                | V 3 - 1                                | Match amical                                 | Titulaire, remplacé par Hatem Ben Arfa à la 46e minute.        |
| 33                                     | 19 novembre 2008                       | Stade de France, Saint-Denis, France                 | Uruguay                                | N 0 - 0                                | Match amical                                 | Titulaire, remplacé par Karim Benzema à la 58e minute.         |
| 34                                     | 11 février 2009                        | Stade Vélodrome, Marseille, France                   | Argentine                              | D 0 - 2                                | Match amical                                 | Titulaire.                                                     |
| 35                                     | 28 mars 2009                           | Stade S.-Darius-et-S.-Girėnas, Kaunas, Lituanie      | Lituanie                               | V 1 - 0                                | Éliminatoires de la Coupe du monde 2010      | Titulaire.                                                     |
| 36                                     | 1er avril 2009                         | Stade de France, Saint-Denis, France                 | Lituanie                               | V 1 - 0                                | Éliminatoires de la Coupe du monde 2010      | Titulaire.                                                     |
| 37                                     | 2 juin 2009                            | Stade Geoffroy-Guichard, Saint-Étienne, France       | Nigeria                                | D 0 - 1                                | Match amical                                 | Titulaire, remplacé par Sidney Govou à la 70e minute.          |
| 38                                     | 5 juin 2009                            | Stade de Gerland, Lyon, France                       | Turquie                                | V 1 - 0                                | Match amical                                 | Entre en jeu à la place de Florent Malouda à la 58e minute.    |
| 39                                     | 12 août 2009                           | Tórsvøllur, Torshavn, Îles Féroé                     | Îles Féroé                             | V 1 - 0                                | Éliminatoires de la Coupe du monde 2010      | Entre en jeu à la place de Florent Malouda à la 65e minute.    |
| 40                                     | 5 septembre 2009                       | Stade de France, Saint-Denis, France                 | Roumanie                               | N 1 - 1                                | Éliminatoires de la Coupe du monde 2010      | Entre en jeu à la place d'André-Pierre Gignac à la 57e minute. |
| 41                                     | 9 septembre 2009                       | Stade de l'Étoile rouge, Belgrade, Serbie            | Serbie                                 | N 1 - 1                                | Éliminatoires de la Coupe du monde 2010      | Entre en jeu à la place de Thierry Henry à la 77e minute.      |
| 42                                     | 3 mars 2010                            | Stade de France, Saint-Denis, France                 | Espagne                                | D 0 - 2                                | Match amical                                 | Titulaire, remplacé par Florent Malouda à la 74e minute.       |
| 43                                     | 26 mai 2010                            | Stade Felix-Bollaert, Lens, France                   | Costa Rica                             | V 2 - 1                                | Match amical                                 | Titulaire, remplacé par André-Pierre Gignac à la 83e minute.   |
| 44                                     | 30 mai 2010                            | Stade du 7 novembre, Radès, Tunisie                  | Tunisie                                | N 1 - 1                                | Match amical                                 | Titulaire, remplacé par Thierry Henry à la 46e minute.         |
| 45                                     | 4 juin 2010                            | Stade Michel-Volnay, Saint-Pierre, France            | Chine                                  | D 0 - 1                                | Match amical                                 | Titulaire, remplacé par Thierry Henry à la 62e minute.         |
| 46                                     | 11 juin 2010                           | Cape Town Stadium, Le Cap, Afrique du Sud            | Uruguay                                | N 0 - 0                                | Premier tour de la Coupe du monde 2010       | Titulaire.                                                     |
| 47                                     | 17 juin 2010                           | Stade Peter-Mokaba, Polokwane, Afrique du Sud        | Mexique                                | D 0 - 2                                | Premier tour de la Coupe du monde 2010       | Titulaire.                                                     |
| 48                                     | 22 juin 2010                           | Free State Stadium, Bloemfontein, Afrique du Sud     | Afrique du Sud                         | D 1 - 2                                | Premier tour de la Coupe du monde 2010       | Titulaire.                                                     |
| 49                                     | 25 mars 2011                           | Stade Josy-Barthel, Luxembourg, Luxembourg           | Luxembourg                             | V 2 - 0                                | Éliminatoires de l'Euro 2012                 | Titulaire.                                                     |
| 50                                     | 29 mars 2011                           | Stade de France, Saint-Denis, France                 | Croatie                                | N 0 - 0                                | Match amical                                 | Entre en jeu à la place de Florent Malouda à la 60e minute.    |
| 51                                     | 3 juin 2011                            | Stade Dinamo, Minsk, Biélorussie                     | Biélorussie                            | N 1 - 1                                | Éliminatoires de l'Euro 2012                 | Titulaire.                                                     |
| 52                                     | 6 juin 2011                            | Donbass Arena, Donetsk, Ukraine                      | Ukraine                                | V 4 - 1                                | Match amical                                 | Entre en jeu à la place de Jérémy Ménez à la 64e minute.       |
| 53                                     | 2 septembre 2011                       | Stade Qemal-Stafa, Tirana, Albanie                   | Albanie                                | V 2 - 1                                | Éliminatoires de l'Euro 2012                 | Titulaire.                                                     |
| 54                                     | 6 septembre 2011                       | Arena Națională, Bucarest, Roumanie                  | Roumanie                               | N 0 - 0                                | Éliminatoires de l'Euro 2012                 | Titulaire.                                                     |
| 55                                     | 11 novembre 2011                       | Stade de France, Saint-Denis, France                 | États-Unis                             | V 1 - 0                                | Match amical                                 | Titulaire, remplacé par Loïc Rémy à la 63e minute.             |
| 56                                     | 15 novembre 2011                       | Stade de France, Saint-Denis, France                 | Belgique                               | N 0 - 0                                | Match amical                                 | Titulaire, remplacé par Florent Malouda à la 71e minute.       |
| 57                                     | 29 février 2012                        | Weserstadion, Brême, Allemagne                       | Allemagne                              | V 2 - 1                                | Match amical                                 | Titulaire, remplacé par Jérémy Ménez à la 46e minute.          |
| 58                                     | 27 mai 2012                            | Stade du Hainaut, Valenciennes, France               | Islande                                | V 3 - 2                                | Match amical                                 | Entre en jeu à la place de Yoann Gourcuff à la 75e minute.     |
| 59                                     | 31 mai 2012                            | Stade Auguste-Delaune, Reims, France                 | Serbie                                 | V 2 - 0                                | Match amical                                 | Titulaire, remplacé par Marvin Martin à la 61e minute.         |
| 60                                     | 5 juin 2012                            | MMArena, Le Mans, France                             | Estonie                                | V 4 - 0                                | Match amical                                 | Titulaire, remplacé par Marvin Martin à la 65e minute.         |
| 61                                     | 11 juin 2012                           | Donbass Arena, Donetsk, Ukraine                      | Angleterre                             | N 1 - 1                                | Premier tour de l'Euro 2012                  | Titulaire.                                                     |
| 62                                     | 15 juin 2012                           | Donbass Arena, Donetsk, Ukraine                      | Ukraine                                | V 2 - 0                                | Premier tour de l'Euro 2012                  | Titulaire.                                                     |
| 63                                     | 19 juin 2012                           | Stade olympique, Kiev, Ukraine                       | Suède                                  | D 0 - 2                                | Premier tour de l'Euro 2012                  | Titulaire.                                                     |
| 64                                     | 23 juin 2012                           | Donbass Arena, Donetsk, Ukraine                      | Espagne                                | D 0 - 2                                | Quart de finale de l'Euro 2012               | Titulaire.                                                     |
| 65                                     | 15 août 2012                           | Stade Océane, Le Havre, France                       | Uruguay                                | N 0 - 0                                | Match amical                                 | Titulaire.                                                     |
| 66                                     | 7 septembre 2012                       | Olympiastadion, Helsinki, Finlande                   | Finlande                               | V 1 - 0                                | Éliminatoires de la Coupe du monde 2014      | Titulaire, remplacé par Bafétimbi Gomis à la 88e minute.       |
| 67                                     | 11 septembre 2012                      | Stade de France, Saint-Denis, France                 | Biélorussie                            | V 3 - 1                                | Éliminatoires de la Coupe du monde 2014      | Titulaire, remplacé par Jérémy Ménez à la 89e minute.          |
| 68                                     | 12 octobre 2012                        | Stade de France, Saint-Denis, France                 | Japon                                  | D 0 - 1                                | Match amical                                 | Entre en jeu à la place de Jérémy Ménez à la 68e minute.       |
| 69                                     | 6 octobre 2012                         | Stade Vicente-Calderón, Madrid, Espagne              | Espagne                                | N 1 - 1                                | Éliminatoires de la Coupe du monde 2014      | Titulaire.                                                     |
| 70                                     | 14 novembre 2012                       | Stade Ennio-Tardini, Parme, Italie                   | Italie                                 | V 2 - 1                                | Match amical                                 | Titulaire, remplacé par Jérémy Ménez à la 63e minute.          |
| 71                                     | 6 février 2013                         | Stade de France, Saint-Denis, France                 | Allemagne                              | D 1 - 2                                | Match amical                                 | Titulaire.                                                     |
| 72                                     | 22 mars 2013                           | Stade de France, Saint-Denis, France                 | Géorgie                                | V 3 - 1                                | Éliminatoires de la Coupe du monde 2014      | Titulaire, remplacé par Jérémy Ménez à la 78e minute.          |
| 73                                     | 26 mars 2013                           | Stade de France, Saint-Denis, France                 | Espagne                                | D 0 - 1                                | Éliminatoires de la Coupe du monde 2014      | Titulaire.                                                     |
| 74                                     | 14 août 2013                           | Stade Roi Baudouin, Bruxelles, Belgique              | Belgique                               | N 0 - 0                                | Match amical                                 | Entre en jeu à la place de Dimitri Payet à la 63e minute.      |
| 75                                     | 6 septembre 2013                       | Stade Boris-Paichadze, Tbilissi, Géorgie             | Géorgie                                | N 0 - 0                                | Éliminatoires de la Coupe du monde 2014      | Titulaire.                                                     |
| 76                                     | 10 septembre 2013                      | Stade central, Homiel, Biélorussie                   | Biélorussie                            | V 4 - 2                                | Éliminatoires Coupe du monde 2014            | Titulaire, remplacé par Moussa Sissoko à la 80e minute.        |
| 77                                     | 11 octobre 2013                        | Parc des Princes, Paris, France                      | Australie                              | V 6 - 0                                | Match amical                                 | Titulaire, remplacé par Mathieu Valbuena à la 63e minute.      |
| 78                                     | 15 octobre 2013                        | Stade de France, Saint-Denis, France                 | Finlande                               | V 3 - 0                                | Éliminatoires de la Coupe du monde 2014      | Titulaire.                                                     |
| 79                                     | 15 novembre 2013                       | NSC Olimpiski, Kiev, Ukraine                         | Ukraine                                | D 0 - 2                                | Barrages de la Coupe du monde 2014           | Titulaire.                                                     |
| 80                                     | 19 novembre 2013                       | Stade de France, Saint-Denis, France                 | Ukraine                                | V 3 - 0                                | Barrages de la Coupe du monde 2014           | Titulaire.                                                     |
| 81                                     | 5 mars 2014                            | Stade de France, Saint-Denis, France                 | Pays-Bas                               | V 2 - 0                                | Match amical                                 | Entre en jeu à la place de Mathieu Valbuena à la 62e minute.   |

### Buts internationaux
| 0     | Date | Lieu | Compétition | Résultat | Adversaire | Détail | Détail | Détail | Sél. |
| ----- | --- | --- | --- | --- | --- | --- | --- | --- | --- |
| 1er   | 27 juin 2006 | FIFA-WM-Stadion Hannover, Hanovre, Allemagne                                                                              | Huitième de finale de la Coupe du monde 2006                                                                              | V 1-3 | Espagne | 41e | du pied gauche | 1-1 | 7e |
| 2e    | 2 juin 2007 | Stade de France, Saint-Denis, France                                                                                      | Éliminatoires Euro 2008                                                                                                   | V 2-0 | Ukraine | 58e | du pied gauche | 1-0 | 17e |
| 3e    | 26 mars 2008 | Stade de France, Saint-Denis, France                                                                                      | Match amical | V 1-0 | Angleterre | 32e | s.p du pied droit | 1-0 | 25e |
| 4e    | 3 juin 2008 | Stade de France, Saint-Denis, France                                                                                      | Match amical | V 1-0 | Colombie | 25e | s.p du pied droit | 1-0 | 27e |
| 5e    | 11 octobre 2008 | Stade du Phare, Constanţa, Roumanie                                                                                       | Éliminatoires Coupe du monde 2010                                                                                         | N 2-2 | Roumanie | 38e | du pied droit | 2-1 | 31e |
| 6e    | 28 mars 2009 | Stade S.-Darius-et-S.-Girėnas, Kaunas, Lituanie                                                                           | Éliminatoires Coupe du monde 2010                                                                                         | V 0-1 | Lituanie | 67e | du pied gauche | 0-1 | 35e |
| 7e    | 1er avril 2009 | Stade de France, Saint-Denis, France                                                                                      | Éliminatoires Coupe du monde 2010                                                                                         | V 1-0 | Lituanie | 75e | du pied droit | 1-0 | 36e |
| 8e    | 27 mai 2012 | Stade du Hainaut, Valenciennes, France                                                                                    | Match amical | V 3-2 | Islande | 85e | du pied gauche | 2-2 | 58e |
| 9e    | 31 mai 2012 | Stade Auguste-Delaune, Reims, France                                                                                      | Match amical | V 2-0 | Serbie | 11e | du pied droit | 1-0 | 59e |
| 10e   | 5 juin 2012 | MMArena, Le Mans, France                                                                                                  | Match amical | V 4-0 | Estonie | 24e | du pied droit | 1-0 | 60e |
| 11e   | 11 septembre 2012 | Stade de France, Saint-Denis, France                                                                                      | Éliminatoires Coupe du monde 2014                                                                                         | V 3-1 | Biélorussie | 80e | du pied gauche | 3-1 | 67e |
| 12e   | 22 mars 2013 | Stade de France, Saint-Denis, France                                                                                      | Éliminatoires Coupe du monde 2014                                                                                         | V 3-1 | Géorgie | 61e | du pied droit | 3-0 | 72e |
| 13e   | 10 septembre 2013 | Stade central, Homiel, Biélorussie                                                                                        | Éliminatoires Coupe du monde 2014                                                                                         | V 2-4 | Biélorussie | 47e | s.p du pied droit | 1-1 | 76e |
| 14e   | 10 septembre 2013 | Stade central, Homiel, Biélorussie                                                                                        | Éliminatoires Coupe du monde 2014                                                                                         | V 2-4 | Biélorussie | 64e | du pied droit | 2-2 | 76e |
| 15e   | 11 octobre 2013 | Parc des Princes, Paris, France                                                                                           | Match amical | V 6-0 | Australie | 8e | s.p du pied droit | 1-0 | 77e |
| 16e   | 15 octobre 2013 | Stade de France, Saint-Denis, France                                                                                      | Éliminatoires Coupe du monde 2014                                                                                         | V 3-0 | Finlande | 8e | du pied droit | 1-0 | 78e |
| Total | 16 buts (11 du pied droit et 5 du pied gauche), dont 4 penaltys, en 81 sélections entre le 27 mai 2006 et le 5 mars 2014. | 16 buts (11 du pied droit et 5 du pied gauche), dont 4 penaltys, en 81 sélections entre le 27 mai 2006 et le 5 mars 2014. | 16 buts (11 du pied droit et 5 du pied gauche), dont 4 penaltys, en 81 sélections entre le 27 mai 2006 et le 5 mars 2014. | 16 buts (11 du pied droit et 5 du pied gauche), dont 4 penaltys, en 81 sélections entre le 27 mai 2006 et le 5 mars 2014. | 16 buts (11 du pied droit et 5 du pied gauche), dont 4 penaltys, en 81 sélections entre le 27 mai 2006 et le 5 mars 2014. | 16 buts (11 du pied droit et 5 du pied gauche), dont 4 penaltys, en 81 sélections entre le 27 mai 2006 et le 5 mars 2014. | 16 buts (11 du pied droit et 5 du pied gauche), dont 4 penaltys, en 81 sélections entre le 27 mai 2006 et le 5 mars 2014. | 16 buts (11 du pied droit et 5 du pied gauche), dont 4 penaltys, en 81 sélections entre le 27 mai 2006 et le 5 mars 2014. | 16 buts (11 du pied droit et 5 du pied gauche), dont 4 penaltys, en 81 sélections entre le 27 mai 2006 et le 5 mars 2014. |

## Palmarès
Avec 24 titres collectifs, Franck Ribéry est le troisième joueur français le plus titré de l'histoire derrière Karim Benzema et Kingsley Coman, club et sélection confondus.
| Galatasaray (1)                                   | Olympique de Marseille (1) | Bayern Munich (22) | Équipe de France                       |
| ------------------------------------------------- | --- | --- | -------------------------------------- |
| - Coupe de Turquie (1) : - Vainqueur en 2005 (en) | - Ligue 1 : - Vice-champion en 2007 - Coupe de France : - Finaliste en 2006, 2007 - Coupe Intertoto (1) : - Vainqueur en 2005 | - Bundesliga (9) : - Champion en 2008, 2010, 2013, 2014, 2015, 2016, 2017, 2018, 2019 Vice-champion en 2009, 2012 - Coupe d'Allemagne (6) : - Vainqueur en 2008, 2010, 2013, 2014, 2016, 2019 Finaliste en 2012, 2018 - Supercoupe d'Allemagne (4) : - Vainqueur en 2012, 2016, 2017, 2018 - Ligue des champions (1) : - Vainqueur en 2013 Finaliste en 2010, 2012 - Supercoupe de l'UEFA (1) : - Vainqueur en 2013 - Coupe du monde des clubs (1) : - Vainqueur en 2013 | - Coupe du monde : - Finaliste en 2006 |

### En club
Franck Ribéry remporte son premier titre avec son club formateur de l'US Boulogne en 2001 en étant champion de CFA du groupe A. Il est ensuite, avec le Stade brestois 29, vice-champion de National en 2004. Parti ensuite en Turquie sous le maillot du Galatasaray SK, il remporte en 2005, la coupe de Turquie.
De retour en France, sous le maillot de l'Olympique de Marseille il est vice-champion de France en 2007 et finaliste de la coupe de France à deux reprises consécutivement en 2006 et 2007 battu respectivement par le Paris SG et le FC Sochaux. Il remporte tout de même la coupe Intertoto en 2005.
C'est en Allemagne qu'il écrit les plus belles lignes de son palmarès avec le Bayern Munich. D'abord dans la plus prestigieuse des compétitions, la ligue des champions, qu'il remporte en 2013 face à un autre club allemand le Borussia Dortmund après s'être incliné à deux reprises en finale en 2010 et 2012, battu respectivement par l'Inter Milan et Chelsea. Il remporte également la Supercoupe de l'UEFA en 2013 et la coupe du monde des clubs en 2013.
Sur le plan national, il est champion d'Allemagne à neuf reprises en 2008, 2010, 2013, 2014, 2015, 2016, 2017, 2018 et 2019 et vice-champion en 2009 et 2012. Il remporte la coupe d'Allemagne à six reprises en 2008, 2010, 2013, 2014, 2016 et 2019 et s'incline en finale en 2012 et 2018. Il remporte également la supercoupe d'Allemagne en 2012, 2016, 2017 et 2018 mais ne fait pas partie de l'équipe qui remporte l'édition 2010.

### En sélection nationale
Avec l'équipe de France, il est finaliste de la coupe du monde en 2006, défait par l'Italie lors de la séance de tirs au but.

### Ballon d'or
| Année | Classement   | Points / Pourcentage | Vainqueur                      |
| ----- | ------------ | -------------------- | ------------------------------ |
| 2006  | 13e position | 9 points             | Fabio Cannavaro (173 points)   |
| 2007  | 17e position | 10 points            | Kaká (444 points)              |
| 2008  | 16e position | 7 points             | Cristiano Ronaldo (446 points) |
| 2009  | 28e position | 1 point              | Lionel Messi (473 points)      |
| 2010  | non classé   | non classé           | Lionel Messi (22,65 %)         |
| 2011  | non classé   | non classé           | Lionel Messi (47,88 %)         |
| 2012  | non classé   | non classé           | Lionel Messi (41,60 %)         |
| 2013  | 3e position  | 23,36 %              | Cristiano Ronaldo (27,99 %)    |

## Distinctions personnelles et records
Sur le plan individuel, il remporte de nombreux titres. Les premiers dans le championnat de France avec le trophée UNFP du meilleur espoir en 2006 et le plus beau but de la saison 2005-2006 alors qu'il évolue à l'Olympique de Marseille. Il reçoit la distinction de joueur du mois UNFP de Ligue 1 en août 2004 avec le FC Metz et en octobre 2005, novembre 2005 et avril 2006 avec l'Olympique de Marseille. Il est membre de l'équipe type de Ligue 1 de la saison 2005-2006 avec l'Olympique de Marseille. Il fait également partie de l'équipe type spéciale 20 ans des Trophée UNFP en 2011.
En Allemagne, avec le Bayern Munich, il est meilleur buteur de la coupe de la Ligue d'Allemagne en 2007 avec 3 réalisations. Il termine meilleur passeur du championnat à deux reprises en 2011-2012 et 2012-2013.
Il est élu par ses pairs meilleur joueur de la saison 2007-2008 et 2012-2013 en Bundesliga et meilleur joueur du championnat allemand en 2007-2008, décerné par les journalistes. Il est élu joueur du mois de la Bundesliga en août 2007. Il est également membre du « Onze de rêve » de Bild, commémorant les 50 ans de la Bundesliga. Le bihebdomadaire allemand Kicker le désigne également << Homme de l'année >> en décembre 2013.
Il termine 3e au Ballon d'or 2013 et il est membre du FIFA/FIFPro World XI la même année. Il reçoit le Onze de Bronze en 2006 et 2008, l'étoile d'or 2006 par France Football, le Prix UEFA du Meilleur joueur d'Europe de la saison 2012-2013 et le prix du joueur de l'année lors des Globe Soccer Awards en 2013.
Il est membre de l'équipe de l'année UEFA en 2008 et 2013 et membre de l'équipe type de la Ligue des champions de l'UEFA en 2011-2012.
Il reçoit également de nombreuses distinctions lors de diverses compétitions, élu "homme du match" de la supercoupe de l'UEFA en 2013, meilleur joueur de la coupe du monde des clubs de la FIFA en 2013, meilleur footballeur de l'année UEFA de la saison 2012-2013.
Il remporte le trophée du plus beau but de la saison 2018-2019 en Bundesliga.
Avec la Fiorentina, il est élu joueur du mois de septembre en Serie A.
Il est élu joueur français de l'année en 2007, 2008 et 2013 par France Football.

## Activités annexes

### Clips vidéo
- 2008 : chanson Les Cités D'Or de Psy 4 De La Rime : apparition
- 2008 : chanson Même pas fatigué de Magic System feat. Khaled : apparition